# Тур де Франс 2023.
Тур де Франс 2023. било је 110. издање етапне бициклистичке трке, једне од три гранд тур трке — Тур де Франса. Старт трке био је 1. маја 2023. у Билбау у Баскији, што је био други пут у историји да Тур стартује у Баскији и први пут од 1992. године, када је стартовао у Сан Себастијану; последња етапа је вожена 23. јула на Јелисејским пољима у Паризу.
Укупна дужина трке износила је 3.405 km. Вожена је 21 етапа, уз два дана одмора, након девете и након етапе 15. Етапе су биле класификоване као осам равних, четири брдске, осам планинских и један хронометар; Ишло се кроз свих пет планинских масива у Француској: Пиринеје, Централни масив, Јуру, Алпе и Вогези; вожено је укупно 70 успона, од чега 6 екстра категорије укључујући Кол ди Турмале, Пиј де Дом и Гран Коломбје, 13 прве категорије, 11 друге, 23 треће и 17 четврте категорије. Вожена су три нова успона: Коте де Виверо у Баскији, Кол де ла кроа Росје у Централном масиву и Кол ди Фе у Алпима, док нису вожени успони Алп д’Иез, Кол ди Галибје, Кол д’Изоар, Мон Ванту и Кол д’Обиск. Успон Пиј де Дом вожен је први пут послије 1988. године, а највиша тачка био је успон Кол де ла Лоз са 2,304 m надморске висине, док је он такође био и најдужи успон са 28,6 km. Укупно је циљ четири етапе био на успону, од чега једна на успону екстра категорије и три на успону прве категорије.
Највећи фаворити су били Јонас Вингегор који је освојио Тур 2022. и Тадеј Погачар који је освојио Тур 2020. и 2021. Поред њих, фаворити су били побједник Ђиро д’Италије 2022. — Џај Хиндли, Ричард Карапаз, Сајмон Јејтс, Енрик Мас, Микел Ланда, Ромен Барде и Давиде Году, а четвороструки побједник Тура — Крис Фрум, изостављен је из тима.
Тур је освојио Вингегор, седам и по минута испред Погачара, што је била највећа разлика између побједника и другопласираног од 2014. године; на трећем мјесту завршио је Адам Јејтс, који је радио за Погачара. Јаспер Филипсен је освојио класификацију по поенима, Ђулио Чиконе брдску класификацију, а Погачар класификацију за најбољег младог возача четврти пут заредом, чиме је постао рекордер; Виктор Кампенартс је добио награду за најагресивнијег возача, а тим Јумбо—визма је освојио тимску класификацију. Филипсен је остварио четири етапне побједе, а Погачар двије.
Трку су обиљежила одустајања: Мас и Карапаз су одустали због пада на првој етапи, Марк Кевендиш, који је прије почетка трке изјавио да му је то последњи Тур, напустио га је због пада на осмој етапи. Фабио Јакобсен је одустао током етапе 12, Кејлеб Јуан током етапе 13, Ромен Барде током етапе 14 и Ваут ван Арт током етапе 18.

## Тимови
На трци су учествовала 22 тима, са по осам возача. Свих 18 ворлд тур тимова имало је аутоматску позивницу и били су обавезни да учествују; два најбоља про тур тима за претходну сезону такође су имали аутоматску позивницу за све ворлд тур трке, док су организатори трке — Amaury Sport Organisation, имали право да додијелиле још двије вајлд кард позивнице.
Године 2019. донесено је правило да најбољи про тур тим у рангирању има загарантовано учешће на свакој ворлд тур трци наредне сезоне, а другопласирани има загарантовано учешће на свим једнодневним ворлд тур тркама. Током 2022. донесено је правило о испадању два најслабија тима из ворлд тура на крају периода бодовања од три године, за период од 2020. до 2022. године, када тимовима истичу трогодишње лиценце, након чега је донесено правило да два најбоља про тур тима имају загарантовано учешће на свим ворлд тур тркама, а трећи на једнодневним тркама током наредне сезоне. На крају 2022. из ворлд тура испали су Лото—дестини и Израел—премијер тех, док су у ворлд тур ушли Аркеа—самсик и Алпесин—декунинк. Лото—дестини и Тотал енержис су били најбољи про тур тимови на крају сезоне и имали су загарантовано учешће на свим ворлд тур тркама, док је Израел—премијер тех имао загарантовано учешће на једнодневним ворлд тур тркама. Специјалне позивнице су објављене 19. јануара 2023. године, а добили су их Израел—премијер тех и Уно Х, док је тим Еускалтел—еускади из Баскије остао без позивнице.
Од 176 возача, њих 36 возило је Тур по први пут. Међу њима су били Џај Хиндли, Карлос Родригез, Матијас Скјелмосе, Бинијам Грмај, Феликс Гал и Хуан Педро Лопез; Карлос Родригез је био најмлађи дебитант. Возачи који су наступили долазили су из 27 држава; пет држава је имало преко десет возача: Француска (32), Белгија (21), Холандија (14), Шпанија (14), Аустралија (12) и Данска (11). Норвешка је имала осам, а Њемачка, Уједињено Краљевство и Италија по седам. најмлађи возач био је Квин Симонс из Лидл—трека, са 22 године и 54 дана, млађи 95 дана од Карлоса Родригеза; док је најстарији био Дрис Девенајнс из Судал—Квик-степа, са 39 година и 344 дана, старији 125 дана од Луиса Леона Санчеза, који је стартовао своју 30 гранд тур трку, највише од свих возача који су возили на Туру. Прије почетка трке, седмоструки освајач класификације по поенима — Петер Саган, један од два рекордера по броју етапних побједа — Марк Кевендиш и Тибо Пино, изјавили су да ће завршити каријеру на крају сезоне и да ће возити Тур по последњи пут.
UCI ворлд тур тимови:
| - АГ2Р ситроен - Алпесин—декунинк - Аркеа—самсик - Астана Казахстан - Бахреин–викторијус - Бора–ханзгро - Групама—ФДЈ - ДСМ—фирмениш - ЕФ едукејшон—изипост | - Инеос гренадирс - Интермарш—сиркус—ванти - Јумбо—визма - Кофидис - Лидл—трек - Мовистар - Судал—Квик-степ - УАЕ тим емирејтс - Џејко—алула |

UCI про тур тимови:
| - Израел—премијер тех - Лото—дестини | - Тотал енержис - Уно Х |

## Фаворити
Највећи фаворити за освајање били су побједник из 2022. — Јонас Вингегор и Тадеј Погачар, који је освојио Тур 2020. и 2021. Погачар је 2021. освојио испред Вингегора, а Вингегор 2022. испред Погачара; ниједан од њих никада није завршио Тур испод другог мјеста. Једина трка на којој су возили један против другог прије Тура била је Париз—Ница у марту, коју је Погачар освојио уз три етапне побједе док је Вингегор завршио на трећем мјесту. Вингегор је у априлу освојио Вуелту ал Паис Баско уз три етапне побједе, док је Погачар возио класике и завршио је четврти на Милано—Санрему, а затим је освојио Ронде ван Фландерен, Амстел голд рејс и Флеш Валон, док је на Лијеж—Бастоњ—Лијежу пао и морао је да паузира неко вријеме. Вратио се тренингу у јуну, када је освојио првенство Словеније и у друмској и у вожњи на хронометар, док је Вингегор освојио Критеријум ди Дофине, главну припремну трку за Тур де Франс, уз двије етапне побједе и са највећом разликом испред другопласираног од 1993. године.
Од других возача, највеће шансе за побједу су давате Џају Хиндлију, побједнику Ђира 2022. који је возио Тур по први пут, а најбољи резултат током сезоне било му је четврто мјесто на Критеријуму ди Дофине. Остали фаворити били су Микел Ланда, Енрик Мас, Давид Году, побједник Ђиро д’Италије 2019. Ричард Карапаз, Бен о Конор и Ромен Барде. Након што је освојио Тур де Свис у јуну, Матијас Скјелмосе је такође укључен на списак потенцијалних фаворита. На списак су са мањим шансама за побједу укључени Данијел Мартинез, Том Пидкок, Ђулио Чиконе, као и браћа близанци Адам и Сајмон Јејтс. Побједнику Тура 2019. — Егану Берналу нису давате велике шансе да освоји трку, јер се опорављао од пада који је имао током 2022. и возио је Тур први пут послије двије године.
Четвороструки побједник Тура — Крис Фрум, који није успио да се врати у форму какву је имао прије пада на Критеријуму ди Дофине 2019. изостављен је из тима Израел—премијер тех. На Туру нису учествовала и четири возача која су током каријере освојили барем по једну гранд тур трку, јер су одлучили да умјесто Тура возе Ђиро 2023. због више хронометара, што одговара њиховим способностима: троструки побједник Вуелта а Еспање — Примож Роглич, који је и освојио Ђиро 2023. побједник Тур де Франса 2018. — Герент Томас, који је Ђиро завршио на другом мјесту, побједник Вуелта а Еспање 2022. — Ремко Евенепул, који је морао да напусти Ђиро док је био лидер, због ковида 19, као и побједник Ђира 2020. — Тео Гејган Харт, који је морао да напусти Ђиро због пада.
Класификацију по поенима је 2022. освојио Ваут ван Арт са рекордним бројем бодова, али је прије почетка трке најавио да му поновно освајање класификације није приоритет, да ће помагати Вингегору и да ће покушати да оствари понеку етапну побједу, а истакао је да ће можда напустити Тур током последње недеље због порођаја супруге, изјавивши да не намјерава да пропусти рођење другог дјетета. Фабио Јакобсен је сматран за најбољег спринтера прије почетка трке и за једног од највећих фаворита за етапне побједе, али пошто је рута била превише брдска, нијесу му давате велике шансе за освајање класификације. Јаспер Филипсен, који је 2022. завршио на другом мјесту, био је такође велики фаворит и припремао се за Тур, док његов тим није водио возаче за генерални пласман већ је све било посвећено спринту; његов сувозач Метју ван дер Пул је истакао да неће трошити пребише енергије на Тур јер жели да се припреми за Свјетско првенство. Један од фаворита био је и Мадс Педерсен, који је освојио класификацију по поенима на Вуелта а Еспањи 2022. и којег се очекивало да скупља бодове на брдским етапама јер је универзалнији спринтер. Бинијам Грмај је возио Тур по први пут и примарни циљ му је био да оствари етапну побједу па да у зависности од бодова види може ли да се бори за класификацију. Универзалнији је спринтер а на Ђиру 2021. остварио је етапну побједу у спринту против Ван дер Пула и очекивало се да може да иде у бјегове и сакупља бодове. Кејлеб Јуан је на Тур 2021. дошао са намјером да оствари што више побједа и освоји класификацију али је пао и повриједио се, а након што се опоравио није успио да оствари велики број побједа, прије почетка Тура остварио је само једну побједу током 2023. Дилан Груневеген се вратио на Тур 2022. након суспензије од девет мјесеци и остварио је једну етапну побједу, а истакао је да су му циљ етапне побједе. Марк Кевендиш је 2021. остварио четири етапне побједе и изједначио рекорд Едија Меркса са 34 побједе. Тим није хтио да га поведе на Тур 2022. да покуша да сруши рекорд, што је био први пут од 1987. да бранилац зелене мајице није возио Тур наредне године, а такође је његов изостанак проглашен за највећу грешку у саставима свих тимова на трци. Пред почетак сезоне 2023. прешао је у Астану, а затим је остварио побједу на Ђиро д’Италији због чега су многи истакли да може да оствари побједу на Туру и сруши рекорд. Међу другим потенцијалним фаворитима били су Јорди Меус, Александер Кристоф који није остварио побједу на Туру од 2020. Брајан Кокар, Сем Валшајд, Фил Баухаус, као и седмоструки побједник Петер Саган, који је изјавио да ће му то бити последњи Тур.
У брдској класификацији највећи фаворити су углавном возачи који се боре за освајање Тура, јер представљају и најбоље брдаше. Погачар је освојио Тур и брдску класификацију 2020. и 2021. након чега су организатори одлучили да укину правило према којем су се на брдским циљевима који су уједно и циљ етапе додјељивали дупли бодови. Упркос томе, Вингегор је освојио Тур и брдску класификацију 2022. седам бодова испред Сајмона Гешкеа, па су Погачар и Вингегор поново били главни фаворити за освајање класификације. Ђулио Чиконе је пред почетак трке остварио етапну побједу и освојио је брдску класификацију на Критеријуму ди Дофине, а освојио је и брдску класификацију на Ђиру 2019. због чега је био један од фаворита. Ромен Барде је освојио класификацију 2019. и два пута је завршио Тур на подијуму, али је изјавио да се више не бори за генерални пласман, па се очекивало да ће моћи да иде у бјегове и скупља бодове. Луис Мејнтџес је завршио на седмом мјесту на Критеријуму ди Дофине и дошао је на Тур са циљем да оствари побједу, а можда и да се бори за класификацију. Тибо Пино је прије почетка трке изјавио да ће на крају сезоне завршити каријеру и да ће му то бити последњи Тур. Ђиро 2023. је завршио на петом мјесту и освојио је брдску класификацију,  а истакао је да му је циљ да оствари етапну побједу. На списак фаворита су били Ваут Пулс који је 2021. носио тачкасту мајицу на четири етапе а на крају је завршио на другом мјесту у класификацији, док су примарни циљ за тим биле етапне побједе и возачи су имали слободу да иду у бијег, као и Мајкл Вудс који је такође возио у тиму који се није борио за генерални пласман већ су циљ биле етапне побједе.
Највећи фаворит у класификацији за најбољег младог возача био је Погачар, који је освојио класификацију три пута заредом и од кога се очекивало да сруши рекорд који су држали Јан Улрих и Анди Шлек са по три побједе. Матијас Скјелмосе је након што је освојио Тур де Свис, гдје је побиједио испред Хуана Ајуса и Евенепула, постао један од фаворита за висок пласман у генералном пласману, као и за најбољег младог возача. Феликс Гал је дошао на Тур како би радио за Бена о Конора, али након што је остварио етапну побједу на Тур де Свису и био је лидер на једној етапи, очекивало се да може да се бори за висок пласман. Карлос Родригез је дошао на трку као један од три лидера тима Инеос гренадирс, а као и Скјелмосе и Гал, возио је Тур по први пут. Претходно је завршио Тур де л’Авенир на другом мјесту, као и Вуелта а Еспању 2022. на осмом мјесту, када је возио свој први гранд тур. Тобијас Халанд Јоханесен је освојио Тур де л’Авенир 2021. побиједивши Карлоса Родригеза за седам секунди, а након што је његов тим Уно Х добио специјалну позивницу за Тур, он је представљен као лидер тима у борби за етапне побједе и генерални пласман, након што је 2022. завршио Критеријум ди Дофине на десетом мјесту. Том Пидкок је други од три лидера Инеоса који је млађи од 25 година, а након што је остварио етапну побједу на Алп д’Иезу на дебију 2022. из тима су му пружили подршку да се бори за генерални пласман и бијелу мајицу. Матео Јоргенсен је дошао на трку као један од помоћника за Енрика Маса, а након што је имао добрих резултата током 2022. очекивало се да ће моћи да се бори за етапну побједу или генерални пласман.

## Новчане награде
Укупан новчани фонд на Туру 2023. износио је 2.308.200 евра. Побједник је добио 500.000, другопласирани 200.000, трећепласирани 100.000, док су сви возачи који су завршили од 20 до последњег мјеста у генералном пласману добијали по 1.000 евра. Побједници брдске и класификације по поенима добијали су по 25.000, другопласирани по 15.000, а трећепласирани по 10.000; награде су добијали возачи до осмог мјеста, а осмопласирани добио је 2.000 евра. Побједник класификације за најбољег младог возача добио је 20.000 евра, другопласирани 15.000, трећепласирани 10.000 и четвртопласирани 5.000 евра. Најагресивнији возач цијеле трке добио је 20.000 евра, побједник тимске класификације 50.000, другопласирани 30.000, трећепласирани 20.000, четвртопласирани 12.000 и петопласирани 8.000 евра. Лидер генералног пласмана добијао је по 500 евра дневно, лидери брдске, класификације за најбољег младог возача и класификације по поенима добијали су по 300 евра, док је најагресивнији возач на свакој етапи посебно добијао по 2.000 евра.
Побједник сваке појединачне етапе добијао је 11.000 евра, другопласирани 5.500, трећепласирани 2.800, а новац је добијало првих 20 возача на етапи, са тим да су возачи од 15 до 20 мјеста добијали по 300 евра. Сувенир Анри Дегранж је награда која се сваке године додјељује возачу који први пређе преко успона са највећом надморском висином. а трци 2023. то је био Кол де ла Лоз, а први возач преко успона добио је 5.000 евра. Сувенир Жак Годе је награда која се сваке године додјељује возачу који пређе први преко успона Кол ди Турмале ако се тај успон вози, а возач добија 5.000 евра.
| Позиција     | Класификације     | Класификације            | Класификације        | Класификације       | Класификације | Класификације        |             |
| Позиција     | Генерални пласман | Класификација по поенима | Брдска класификација | Најбољи млади возач | Тимови        | Најагресивнији возач |             |
| ------------ | ----------------- | ------------------------ | -------------------- | ------------------- | ------------- | -------------------- | ----------- |
| Позиција     | 1.                | 500.000 евра             | 25.000 евра          | 25.000 евра         | 20.000 евра   | 50.000 евра          | 20.000 евра |
| 2.           | 200.000 евра      | 15.000 евра              | 15.000 евра          | 15.000 евра         | 30.000 евра   | –                    |             |
| 3.           | 100.000 евра      | 10.000 евра              | 10.000 евра          | 10.000 евра         | 20.000 евра   | –                    |             |
| 4.           | 70.000 евра       | 4.000 евра               | 4.000 евра           | 5.000 евра          | 12.000 евра   | –                    |             |
| 5.           | 50.000 евра       | 3.500 евра               | 3.500 евра           | –                   | 8.000 евра    | –                    |             |
| 6.           | 23.000 евра       | 3.000 евра               | 3.000 евра           | –                   | –             | –                    |             |
| 7.           | 11.500 евра       | 2.500 евра               | 2.500 евра           | –                   | –             | –                    |             |
| 8.           | 7.600 евра        | 2.000 евра               | 2.000 евра           | –                   | –             | –                    |             |
| 9.           | 4.500 евра        | –                        | –                    | –                   | –             | –                    |             |
| 10.          | 3.800 евра        | –                        | –                    | –                   | –             | –                    |             |
| 11.          | 3.000 евра        | –                        | –                    | –                   | –             | –                    |             |
| 12.          | 2.700 евра        | –                        | –                    | –                   | –             | –                    |             |
| 13.          | 2.500 евра        | –                        | –                    | –                   | –             | –                    |             |
| 14.          | 2.100 евра        | –                        | –                    | –                   | –             | –                    |             |
| 15.          | 2.000 евра        | –                        | –                    | –                   | –             | –                    |             |
| 16.          | 1.500 евра        | –                        | –                    | –                   | –             | –                    |             |
| 17.          | 1.300 евра        | –                        | –                    | –                   | –             | –                    |             |
| 18.          | 1.200 евра        | –                        | –                    | –                   | –             | –                    |             |
| 19.          | 1.100 евра        | –                        | –                    | –                   | –             | –                    |             |
| 20. до краја | 1.000 евра        | –                        | –                    | –                   | –             | –                    |             |
| Дневно       | 500 евра          | 300 евра                 | 300 евра             | 300 евра            | –             | –                    |             |

| Позиција на етапама | Етапе       | Етапе        | Етапе             | Етапе    | Етапе    | Етапе    | Етапе    | Етапе       | Етапе                | Етапе       |
| Позиција на етапама | Циљ         | Пролазни циљ | Успони            | Успони   | Успони   | Успони   | Успони   | Млади возач | Најагресивнији возач | Најбољи тим |
| Позиција на етапама | Циљ         | Пролазни циљ | Екстра категорија | 1.       | 2.       | 3.       | 4.       | Млади возач | Најагресивнији возач | Најбољи тим |
| ------------------- | ----------- | ------------ | ----------------- | -------- | -------- | -------- | -------- | ----------- | -------------------- | ----------- |
| 1.                  | 11.000 евра | 1.500 евра   | 800 евра          | 650 евра | 500 евра | 300 евра | 200 евра | 500 евра    | 2.000 евра           | 2.800 евра  |
| 2.                  | 5.500 евра  | 1.000 евра   | 450 евра          | 400 евра | 250 евра | –        | –        | –           | –                    | –           |
| 3.                  | 2.800 евра  | 500 евра     | 300 евра          | 150 евра | –        | –        | –        | –           | –                    | –           |
| 4.                  | 1.500 евра  | –            | –                 | –        | –        | –        | –        | –           | –                    | –           |
| 5.                  | 830 евра    | –            | –                 | –        | –        | –        | –        | –           | –                    | –           |
| 6.                  | 780 евра    | –            | –                 | –        | –        | –        | –        | –           | –                    | –           |
| 7.                  | 730 евра    | –            | –                 | –        | –        | –        | –        | –           | –                    | –           |
| 8.                  | 670 евра    | –            | –                 | –        | –        | –        | –        | –           | –                    | –           |
| 9.                  | 650 евра    | –            | –                 | –        | –        | –        | –        | –           | –                    | –           |
| 10.                 | 600 евра    | –            | –                 | –        | –        | –        | –        | –           | –                    | –           |
| 11.                 | 540 евра    | –            | –                 | –        | –        | –        | –        | –           | –                    | –           |
| 12.                 | 470 евра    | –            | –                 | –        | –        | –        | –        | –           | –                    | –           |
| 13.                 | 440 евра    | –            | –                 | –        | –        | –        | –        | –           | –                    | –           |
| 14.                 | 340 евра    | –            | –                 | –        | –        | –        | –        | –           | –                    | –           |
| 15.                 | 300 евра    | –            | –                 | –        | –        | –        | –        | –           | –                    | –           |
| 16.                 | 300 евра    | –            | –                 | –        | –        | –        | –        | –           | –                    | –           |
| 17.                 | 300 евра    | –            | –                 | –        | –        | –        | –        | –           | –                    | –           |
| 18.                 | 300 евра    | –            | –                 | –        | –        | –        | –        | –           | –                    | –           |
| 19.                 | 300 евра    | –            | –                 | –        | –        | –        | –        | –           | –                    | –           |
| 20.                 | 300 евра    | –            | –                 | –        | –        | –        | –        | –           | –                    | –           |

## Рута и етапе
У јануару 2022. ASO је објавио да ће Тур де Франс 2023. стартовати у Баскији, аутономној заједници Шпаније, као и да ће прва етапа бити вожена у Билбау. То је био 25 пут да је Тур стартовао изван Француске, други пут у историји да је стартовао у Баскији и Шпанији и први пут од 1992. године, када је стартовао у Сан Себастијану. У октобру 2022. Кристијан Придом је представио цијелу руту. Представљању су присуствовали Погачар, Кевендиш, Мајкл Метјуз, Грег ван Авермат, Анемик ван Влетен, Том Пидкок, Насер Буани, као и бројни други возачи, док побједник из 2022. — Јонас Вингегор, није присуствовао представљању руте јер у том периоду возио критеријум у Сингапуру. Ишло се кроз укупно 40 градова, од чега се њих 12 по први пут нашло на трци, а сматрано је да рута фаворизује брдаше.
Трка је почела у Билбау, поред музеја Гугенхајм. Вожено је пет успона, од којих је Коте де Виверо вожен по први пут на Туру. Друга етапа је стартовала у Виторији, а циљ је био у Сан Себастијану; вожено је такође пет успона, а са укупном дужином од 208,9 km, етапа је била најдужа на трци. Трећа етапа стартовала је у граду Аморебијета—Ечано, а циљ је био у Бајону, на југозападу Француске. Вожена су четири успона, али ниједан није био у последњих 85 km и етапа је описана као прва прилика за спринтере.
Након три етапе у Шпанији, четврта етапа је вожена од Дакса до Ногара, а због само једног брдског циља четврте категорије, описана је као спринтерска. Пета етапа је била прва већа брдска етапа, на којој је вожен први брдски циљ екстра категорије — Кол де Суде, дуг 15,2 km, са просјечним нагибом од 7,2%. У финишу је вожен брдски циљ прве категорије Кол де Мари Бланк, чији је врх био на 13 km до циља, након чега је вожено низбрдо и по равном до краја. Шеста етапа била је најтежа брдска етапа током прве недеље; након 55 km и једног брдског циља треће категорије, вожен је брдски циљ прве категорије Кол д’Аспен дуг 12 km, а након 12 km спуста, вожен је брдски циљ екстра категорије — Кол ди Турмале, дуг 17,1 km, са просјечним нагибом од 7,3%. Након 30 km спуста вожен је успон прве категорије Котерет Камбаск, дуг 16 km са просјечним нагибом од 5,4%, а на врху успона био је и циљ етапе. Седма етапа вожена је од Мон де Марсана до Бордоа, а са једним успоном четврте категорије дугим 1,2 km и са највећом тачком од 700 метара надморске висине, била је друга најравнија етапа на трци након последње етапе. Циљ неке етапе у Бордоу је прије трке последњи пут био 2010. када је Марк Кевендиш побиједио. На осмој етапи вожен је један брдски циљ треће категорије и два брдска циља четврте, оба у последњих 16 km, због чега је етапа класификована као брдовита и веће шансе су давате универзалнијим спринтерима. На деветој етапи у првом дијелу су вожена два брдска циља четврте категорије, а затим један брдски циљ треће, док је циљ био на успону екстра категорије Пиј де Дом, дужине 13,3 km, са просјечним нагибом од 7,7%. То је било први пут након 35 година и трке 1988. да се успон нашао на Туру. Успон је постао познат по трци 1964. када су се Жак Анкетил и Ремон Пулидор борили за побједу на Туру, а на успону су возили два километра један поред другога; у једном тренутку су се додирнули лактовима, али су наставили да возе не обраћајући пажњу један на другога. Ромен Барде је прву недељу описао као најтежу која је икада постојала, са великим бројем успона и могућношћу да се направе велике разлике између фаворита у генералном пласману.
Послије дана одмора, на десетој етапи вожено је пет успона у Централном масиву, од којих четири треће и један друге категорије и етапа је била сматрана погодном за бијег, без имало равног терена, само са успонима и спустевима; последњи успон вожен је на 27 km до циља, након чега је вожен спуст до краја. На етапи 11 вожена су три успона четврте категорије, од којих последњи на 50 km до циља и очекивана је спринтерска етапа, са потпуним правцем у последњем километру, без кривина. На етапи 12 вожено је пет успона, а на цијелој етапи је било мало равног терена и означена је као погодна за бијег. Етапа 13 је вожена на Дан Бастиље. Првих 70 km било је потпуно равно, након чега је вожен један некатегорисани успон, а циљ етапе био је на успону екстра категорије Гран Коломбје, дугом 17,4 km, са просјечним нагибом од 7,1%. Етапа 14 била је прва етапа у Алпима; од самог почетка се ишло узбрдо, а након 13 km вожен је успон треће категорије. Услиједила су три успона прве категорије, а први равни дио вожен је након спуста са трећег успона прве категорије, послије 117 km етапе, а након 10 km по равном, вожен је успон екстра категорије Кол де Жукс плане, дуг 11,6 km, са просјечним нагибом од 8,5%. Послије успона вожено је 12 km спуста до циља. Етапа 15 је почела са кратким некатегорисаним успоном, а први успон прве категорије вожен је након 75 km. Услиједили су по један успон прве, треће и друге категорије, док је након великог спуста циљ био на успону прве категорије Сен жерве Мон Бланк, дужине 7 km, са просјечним нагибом од 7,7%.
Након другог дана одмора, на етапи 16 вожен је једини хронометар на трци, дужине 22,4 km. На 3,5 km до циља вожен је успон друге категорије Коте де Доманси, дужине 2,5 km, са просјечним нагибом од 9,5%. На етапи 17 вожена су два брдска циља прве категорије, један друге и један екстра категорије, а означена је као краљевска етапа. Први брдски циљ прве категорије — Кол де Сесе, вожен је након 17 km етапе, укупна дужина износила је 13,4 km, са просјечним нагибом од 5,1%. Послије спуста од 18 km, гдје је био и пролазни циљ, вожен је други успон прве категорије, Корме де Роселен, укупне дужине од 19,9 km и са просјечним нагибом од 6%. Послије спуста од скоро 30 km и мало равног дијела, вожен је успон друге категорије Коте де Лонгефој, укупне дужине од 6,6 km и са просјечним нагибом од 7,5%. Послије око 15 km спуста и по равном вожен је брдски циљ екстра категорије Кол де ла Лоз, укупне дужине од 28,1 km, са просјечним нагибом од 6%; просјечан нагиб у последња четири километра био је преко 10%, а највећи нагиб износио је 24% на једном дијелу. Врх успона био је на 6 km до циља, одакле је вожен спуст а последњи километар вожен је по равном. На етапи 18 вожена су два брдска циља четврте категорије, од којих је последњи био на 70 km до циља и етапа је означена као спринтерска. На етапи 19 вожен је по један брдски циљ четврте и треће категорије, од којих је брдски циљ треће категорије био на 26 km до циља и етапа је сматрана погодном и за спринтере и за бјегунце. На етапи 20, последњој брдској, вожена су три успона друге категорије, један треће и два прве. Први успон био је успон друге категорије Балон д’Алкас, укупне дужине од 11,5 km, а вожен је већ након 8 km од почетка етапе. Последњи успон био је успон прве категорије Кол ди Плацеварсел, укупне дужине од 7,1 km, са просјечним нагибом од 8,5%. Врх успона био је на 7 km до циља, одакле је настављено да се вози узбрдо још неколико километара, након чега је вожено по равном, а последњи километар вожен је по благом спусту. Након етапе 20 возачи су путовали 500 km до локације за последњу етапу. Етапа 21 стартовала је у Сен Квентин ен Ивлину, једном од нових градова Париза, одакле се ишло до Париза и вожен је један брдски циљ четврте категорије прије доласка у град. Након уласка у Париз вожено је осам кругова по 6,8 km, а циљ је био на Јелисејским пољима, која су поплочана калдрмом, а око Трга Конкорд постављене су шикане.
| Етапа  | Датум   | Рута                                            | Дистанца   | Тип        | Тип                       | Побједник         | Реф.       |
| ------ | ------- | ----------------------------------------------- | ---------- | ---------- | ------------------------- | ----------------- | ---------- |
| 1.     | 1. јул  | Билбао (Шпанија)                                | 182        |            | Средње тешка брдска етапа | Адам Јејтс        | [ 94 ]     |
| 2.     | 2. јул  | Виторија — Сан Себастијан (Шпанија)             | 209        |            | Средње тешка брдска етапа | Виктор Лафај      | [ 95 ]     |
| 3.     | 3. јул  | Аморебијета Ечано (Шпанија) — Бајон             | 185        |            | Равна етапа               | Јаспер Филипсен   | [ 96 ]     |
| 4.     | 4. јул  | Дакс — Ногаро                                   | 182        |            | Равна етапа               | Јаспер Филипсен   | [ 97 ]     |
| 5.     | 5. јул  | По — Ларин                                      | 165        |            | Тешка брдска етапа        | Џај Хиндли        | [ 98 ]     |
| 6.     | 6. јул  | Тарб — Котрет                                   | 145        |            | Тешка брдска етапа        | Тадеј Погачар     | [ 99 ]     |
| 7.     | 7. јул  | Мон де Марсан — Бордо                           | 170        |            | Равна етапа               | Јаспер Филипсен   | [ 100 ]    |
| 8.     | 8. јул  | Либурн — Лимож                                  | 201        |            | Средње тешка брдска етапа | Мадс Педерсен     | [ 101 ]    |
| 9.     | 9. јул  | Сен Леонар де Нобла — Пиј де Дом                | 184        |            | Тешка брдска етапа        | Мајкл Вудс        | [ 102 ]    |
|        | 10. јул | Клермон Феран                                   | Дан одмора | Дан одмора | Дан одмора                | Дан одмора        | Дан одмора |
| 10.    | 11. јул | Вулканија — Исуар                               | 167        |            | Средње тешка брдска етапа | Пељо Билбао       | [ 103 ]    |
| 11.    | 12. јул | Клермон Феран — Мулен                           | 180        |            | Равна етапа               | Јаспер Филипсен   | [ 104 ]    |
| 12.    | 13. јул | Роан — Белвил ен Божоле                         | 166        |            | Средње тешка брдска етапа | Јон Изагире       | [ 105 ]    |
| 13.    | 14. јул | Шатијон сир Шаларон — Гран Колумбијер           | 138        |            | Тешка брдска етапа        | Михал Квјатковски | [ 106 ]    |
| 14.    | 15. јул | Анмас — Морзен                                  | 152        |            | Тешка брдска етапа        | Карлос Родригез   | [ 107 ]    |
| 15.    | 16. јул | Же — Сен Жерве ле Бен                           | 180        |            | Тешка брдска етапа        | Ваут Пулс         | [ 108 ]    |
|        | 17. јул | Сен Жерве ле Бен                                | Дан одмора | Дан одмора | Дан одмора                | Дан одмора        | Дан одмора |
| 16.    | 18. јул | Паси — Комблу                                   | 22         |            | Индивидуални хронометар   | Јонас Вингегор    | [ 109 ]    |
| 17.    | 19. јул | Сен Жерве ле Бен — Куршевел                     | 166        |            | Тешка брдска етапа        | Феликс Гал        | [ 110 ]    |
| 18.    | 20. јул | Муте — Бург ан Брес                             | 186        |            | Средње тешка брдска етапа | Каспер Асгрен     | [ 111 ]    |
| 19.    | 21. јул | Муаран ен Монтањ — Полињи                       | 173        |            | Равна етапа               | Матеј Мохорич     | [ 112 ]    |
| 20.    | 22. јул | Белфор — Маркстејн                              | 133        |            | Тешка брдска етапа        | Тадеј Погачар     | [ 113 ]    |
| 21.    | 23. јул | Сен Квентин ен Ивелин — Париз (Јелисејска поља) | 115        |            | Равна етапа               | Јорди Меус        | [ 114 ]    |
| Укупно | Укупно  | Укупно                                          | 3.405      | 3.405      | 3.405                     | 3.405             | 3.405      |

## Преглед трке

### Прва недеља
Прва етапа је вожена у Билбау, гдје је био и старт и циљ; током етапе је више возача пало, а у једном од падова су учествовала и два фаворита: Енрик Мас и Ричард Карапаз. Мас је одмах напустио трку, док је Карапаз наставио послије неког времена. На последња два успона возачи су нападали и направили су неколико група. На последњем успону браћа близанци Адам и Сајмон Јејтс су напали и стекли су предност испред других возача, коју су сачували до краја; у самом финишу Адам је напао, остварио је побједу и узео је прву жуту мајицу на трци. Погачар је побиједио у спринту за треће мјесто, а Нилсон Паулес, коју је био у бијегу током етапе, узео је тачкасту мајицу, за лидера брдске класификације. Прије почетка друге етапе, Карапаз који је завршио прву етапу након пада, повукао се са трке. На етапи је вожен успон Јаискибел који се вози на класику Сан Себастијан, а на којем су се додјељивале секунде бонификације. На успону се група фаворита одвојила од главне групе, а Погачар је прешао први и узео је осам секунди бонификације, док је Вингегор узео пет. На уласку у последњи километар Виктор Лафај је напао и остварио је соло побједу, испред Ван Арта који је одспринтао групу, док је Јејтс задржао жуту мајицу. Побједа Лафаја је била прва побједа за тим Кофидис од Тура 2008.
На трећој етапи, која је била углавном равна, побиједио је Јаспер Филипсен испред Фила Баухауса, након што га је Ван дер Пул спровео до последњих 200 метара; Јејтс је задржао жуту мајицу, а Паулес је поново био у бијегу и повећао је предност у брдској класификацији. Циљ четврте етапе био је у Ногару, гдје током првих стотину километара нико није покушавао да оде у бијег и група је ишла лагано, што је довело до бројних критика, а Филипсен је изјавио да је то била најдосаднија етапа након много времена. У последњем дијелу етапе Беноа Коснефроа и Антони Делаплас су отишли у бијег, гдје су провели око 60 километара. У финишу се десило више падова, а приликом једног је пао Фабио Јакобсен и повриједио се. У спринту је побиједио Филипсен испред Кејлеба Јуана и Баухауса и остварио другу етапну побједу након лид-аута од Ван дер Пула. Коснефроа је добио награду за најагресивнијег возача на етапи, због чега је изјавио да је пресрећан, као и да је било емотивно за њега то што је био заједно у бијегу са Делапласом, јер живе близу у Нормандији и често возе заједно.
Пета етапа је била прва брдска етапа у Пиринејима; током етапе је 36 возача отишло у бијег, међу којима су били и неки од фаворита за генерални пласман, укључујући Џаја Хиндлија. Највећа предност коју су стекли била је четири минута, а пред последњи успон Кол де Мари Бланк имали су два и по минута предности. Хиндли је напао при врху успона, прешао је сам преко брдског циља, након чега је на спусту повећао предност и остварио је прву етапну побједу на Туру, 32 секунде испред Чиконеа и преузео је жуту мајицу од Адама Јејтса. Феликс Гал је завршио на трећем мјесту, а током етапе је освојио доста бодова на брдским циљевима и преузео је тачкасту мајицу од Паулеса. Иза бјегунаца, у групи фаворита, Вингегор је напао на 1,5 km до врха успона Мари Бланк, што Погачар није могао да прати и завршио је етапу на петом мјесту, 34 секунде иза Хиндлија. Погачар је одлучио да чека Адама Јејтса, који је био раније отпао из групе, како би му помогао да изгуби што мање времена, али је изгубио минут и четири секунде од Вингегора и пао је на шесто мјесто у генералном пласману. Са њима су дошли и Мартинез, Родригез, Году, Сајмон Јејтс и Скјелмосе, док су О Конор и Барде завршили минут и 57 секунди иза Хиндлија.
На шестој етапи је вожен Кол ди Турмале, док је циљ био на успону прве категорије Котерет Камбаск, дугом 16 km. Вингегор је поново напао на последњем успону, што је могао да прати само Погачар. На 3  до циља Погачар је напао, Вингегор није могао да прати и Погачар је остварио прву етапну побједу, 24 секунде испред Вингегора. Остали фаворити у борби за генерални пласман су завршили са преко два минута иза и Вингегор је преузео житу мајицу, 25 секунди испред Погачара, док је Хиндли пао на треће мјесто, минут и по иза. На седмој етапи, Филипсен је остварио трећу етапну побједу, одспринтавши Кевендиша на циљу; Кевендишу су зупчаниици проклизали неколико метара до циља и морао је да престане да спринта. Након етапе, директор Астане — Александар Винокуров и тима Интермарш — Жан Франсоа Бурлар жалили су се на спринт Филипсена који је са лијеве стране прешао на десну, иза Кевендиша, притом пореметивши спринт Бинијама Грмаја који је у том тренутку био иза Кевендиша и онемогућивши му да се бори за етапну побједу. Њихова жалба је одбачена а навијачи су Филипсену слали бројне увредљиве поруке преко друштвених мрежа. На осмој етапи су вожена два брдска циља четврте категорије у последњих 15 km. На око 60 km до циља, Марк Кевендиш је пао и морао је да напусти Тур, а касније је утврђено да је сломио кључну кост. Ђани Москон је изјавио да је неко промијенио правац кретања, због чега је Кевендиш закачио точак возача који је био испред њега и пао је. Мадс Педерсен је у спринту побиједио Филипсена, док је Ван Арт завршио на трећем мјесту. Послије етапе многи активни и бивши бициклисти су изјавили да су шокирани и тужни што је Кевендиш завршио Тур на тај начин и што неће имати прилику да сруши рекорд по броју побједа. Марк Реншо је изјавио да је плакао, Мадс Педерсен је изјавио да је тужно што је завршио Тур на такав начин, Погачар је изјавио да су сви жељели да оствари још ту једну побједу и да је ужасно то што му се десило, док је Вингегор истакао да је то био јако тужан тренутак.
Квин Симонс из Лидл—трека није стартовао девету етапу јер му се стање није поправило након пада на петој етапи. На етапи је у бијег отишло 14 возача, међу којима су били Мајкл Вудс, Давид де ла Круз, Матеј Мохорич, Пјер Латур и Алексеј Луценко. Јоргенсен је напао на око 47 km до циља и имао је предност од минут и по на успону Пиј де Дом, али се његова предност постепено смањивала и Вудс га је достигао на 500 метара до циља и остварио је побједу, што му је била прва етапна побједа на Туру. У последњих 50 метара, Јоргенсена су престигли и Латур и Мохорич и није завршио на подијуму. Након етапе је изјавио да је у финишу престао да му ради радио и да је био у потпуној тишини неколико километара јер навијачима није било дозвољено да буду поред пута у последњих четири километра. У главној групи, Погачар је напао на километар до циља и завршио је осам секунди испред Вингегора, који није могао да га прати и смањио је заостатак у генералном пласману на 17 секунди.

### Друга недеља
Након првог дана одмора, пред почетак десете етапе, Скјелмосе је у интервјуу за данске медије изјавио да ће Ван Арт напустити Тур одмах, што је Ван Арт демантовао након етапе, а Скјелмосе се извинио изјавивши да је рекао нешто о чему није размишљао. На десетој етапи бијег није оформљен све до 80 km до циља, а прије тога многи возачи су нападали у групама, укључујући Погачара и Вингегора који су покушали да оду у бијег. У бијег је отишло 14 возача, међу којима су били Билбао и Чавез. На 45  до циља, када је бијег већ имао предност око три минута, Ван дер Пул и Ван Арт су напали из главне групе и провели су 15 km испред ње, прије него што су успорили како би били достигнути. Кристс Нејландс је напао при врху последњег успона и стекао је предност од 35 секунди. На 3 km до циља достигли су га Пељо Билбао, Џорџ Цимерман, О Конор и Естебан Чавез. У спринту је побиједио Билбао и остварио је прву побједу на Тур де Франсу у каријери и трећу на гранд тур тркама. Побједу је посветио бившем сувозачу Ђину Медеру, који је погинуо након пада на трци Тур де Свис у јуну. Након побједе Билбао је дошао са 11 на пето мјесто у генералном пласману. На етапи 11 Матис Лувел, Андреј Амадор и Данијел Ос су отишли у бијег; Лувел и Амадор су одустали и достигнути су на око 50  до циља, док је Ос достигнут на 13 km до циља. Филипсен је побиједио у спринту испред Груневегена и Баухауса и остварио је четврту етапну побједу на трци, поставши први возач након Кевендиша који је то успио.
Прије почетка етапе 12, Фабио Јакобсен је напустио трку јер није успио да се опорави од повреда добијених у паду на четвртој етапи. На етапи је било неколико падова, а због једног од њих Давид де ла Круз је морао да напусти трку. Бијег је оформљен тек на 85 km до циља, а у бијег је отишла група од 15 возача, у којој су били Пино, Ван дер Пул и Јоргенсен. Јон Изагире је напао на 2,4 km до врха последњег успона, који је био на 30 km до циља; нико није могао да га прати и остварио је побједу скоро минут испред Матјуа Биргодоа и Јоргенсена. То му је била друга побједа на Туру, након што је остварио једну етапну побједу 2016. године, а то је такође била друга побједа за тим Кофидис, који прије почетка трке није имао ниједну побједу 15 година. Пино је етапу завршио на шестом мјесту и са 15 дошао је на десето мјесто у генералном пласману. Током етапе 13, Бен Тарнер је напустио трку због проблема са гастроентеритисом, док је Кејлеб Јуан напустио трку прије почетка успона на Гран Коломбје, након што је био отпао од главне групе, а на етапи 12 је једва стигао у оквиру временског лимита. Након етапе менаџер тима Лото—дестини Стефан Ело га је критиковао. У бијег је отишло 19 возача, а на последњи успон Гран Коломбје је дошло њих 16, са предношћу од четири минута испред главне групе. Током успона су почели напади и на 16 km до циља се издвојила група од четири возача, у којој су били Џејмс Шо, Квентин Паше, Харолд Техада и Максим ван Гилс. Михал Квјатковски их је достигао и на 11 km до циља је напао; нико није могао да га прати и остварио је побједу 47 секунди испред Ван Гилса. У главној групи је тим УАЕ радио на челу током успона; Погачар је напао на 500 метара до циља, стигао је преостале бјегунце и завршио је на трећем мјесту, четири секунде испред Вингегора и добио је додатне четири секунде бонификације, захваљујући чему је смањио заостатак иза Вингегора на девет секунди.
Током етапе 14, након 6 km дошло је до великог пада у главној групи, у којем су учествовали сви тимови осим Тотал енержиса, а организатори су стопитали почетак на 20 минута, након чега је поново вожено 2 km неутралне зоне. Због пада су Тур напустили Естебан Чавез, Антонио Педреро, Рубен Гереро и Луис Мејнтџес. У бијег је отишла група од 20 возача, а на спусту са првог успона пали су Ромен Барде и Џејмс Шо и морали су да напусте Тур. Тим Јумбо—визма је радио на челу и достизао је бјегунце једног по једног, док су последњег достигли Чиконеа на 58 km до циља, а на 51 km до циља Пидкок је отпао од главне групе. На последњем успону Кол де Жукс плане, фаворити су отпадали један по један из главне групе, док су на челу радили Ваут ван Арт и Вилко Келдерман; Билбао, Сајмон Јејтс, Давид Году и Гијом Мартен су отпали на око 20 km до циља. На око 16 km до циља отпао је и Џај Хиндли, док је Сеп Кус радио на челу, а након што је отпао и Кус, Адам Јејтс је почео да ради на челу за тим УАЕ; Карлос Родригез је одмах отпао а у водећој групи су остали само Јејтс, Погачар и Вингегор. На 3,7 km до врха успона и 15,7 km до циља, Погачар је напао, Јејтс је отпао, а Вингегор је почео постепено да заостаје. На 1,6 km до врха успона Вингегор је достигао Погачара; на 600 метара до врха Погачар је покушао да нападне, али га је блокирао телевизијски мотор. При врху је Вингегор напао и прешао је први преко успона, чиме је узео 20 бодова и преузео је тачкасту мајицу од Паулеса; на успону су се додјељивале и секунде бонификације, Вингегор је узео осам секунди, а Погачар пет. Родригез је преко успона прешао са заостатком од 25 секунди, а Хиндли са заостатком од минут и по. Погачар и Вингегор су успорили на спусту и достигли су их Адам Јејтс и Родригез, а на 6 km до циља Родригез је напао и брзо стекао десет секунди предности. Предност се смањивала, али је Погачар погријешио у кривини на уласку у Морзен у последњем километру и Родригез је остварио прву побједу у каријери на Тур де Франсу, пет секунди испред Погачара и Вингегора и за секунду је преузео треће мјесто од Хиндлија, који је завршио минут и 46 секунди иза. Погачар је за друго мјесто узео четири секунде бонификације, а Вингегор за треће мјесто двије секунде и повећао је предност испред Погачара на десет секунди, захваљујући секундама бонификације на брдском циљу. Сеп Кус је завршио 57 секунди иза и са десетог је дошао на шесто мјесто у генералном пласману, након што су Сајмон Јејтс, Билбао и Году изгубили преко три минута; Феликс Гал је етапу завршио заједно са Хиндлијем и са 14 мјеста дошао је на девето мјесто у генералном пласману, а Том Пидкок је изгубио преко осам минута и пао је на 11 мјесто. Послије етапе, возач и камерман на мотору који је блокирао Погачара на успону суспендовани су са етапе 15 и новчано су кажњени.
Циљ етапе 15 био је на успону прве категорије Сен жерве Мон Бланк. Прије почетка објављено је да је Данијел Мартинез напустио трку због пада на етапи 14, приликом којег је задобио потрес мозга. Након више напада и покушаја одласка у бијег које је достизала главна група, одвојили су се Алафилип и Луценко, док су остали покушавали да им се придруже, али је група била десет секунди иза. На 125 km до циља, десио се велики пад у главној групи, који је изазвао један од гледалаца поред пута. Возачи у главној групи су успорили и бјегунци су брзо стекли два минута предности; у бијег је отишло 36 возача, међу којима су били Чиконе, Паулес, Ван Арт, Пулс и Руи Коста, а заостајали су око 40 секунди иза Алафилипа и Луценка. Након првог успона водећи двојац је успорио и остали возачи су их достигли на 85 km до циља. Током другог успона напао је Марко Халер, а затим и Руи Коста, који је достигао Халера и стекао предност од 40 секунди, док је Паулес отпао. Током успона отпали су и Алафилип, Јон Изагире, Вудс и Фраиле; Коста је достигнут при врху успона, након чега је Скјелмосе радио за Чиконеа који је прешао први преко врха и по броју бодова се изједначио са Паулесом. На успону треће категорије Марк Солер је напао, након чега су отпали Коста, Иго Ул и Луценко. Солера су прво достигли на спусту Ван Арт и Нејландс, а затим и Пулс и имали су предност од 20 секунди испред групе у којој су били Уран, Ланда, Чиконе, Мартен, Скјелмосе и Баргил; Нејландс је пао на спусту, а водећа тројица су стекли предност од 50 секунди. Пред почетак успона Солер је заостајао иза Ван Арта и Пулса, а затим је постепено смањивао заостатак, док је на 11 km до циља Пулс напао и отишао од Ван Арта. Солер је достигао Ван Арта, а на 9 km до циља Пулс је стекао предност од 40 секунди испред њих двојице и минут и 50 секунди испред групе у којој су били остали бјегунци. На 4 km до циља Пулс је стекао минут предности, док је у главној групи тим УАЕ преузео рад на челу и отпали су Сајмон Јејтс, Хиндли и Билбао, а затим и Году. Након што се Рафал Мајка склонио са чела, Адам Јејтс је диктирао темпо и одмах су отпали Кус и Родригез и у групи су остали само Јејтс, Погачар и Вингегор. Ван Арт је напао и отишао од Солера, а на 2 km до циља Биргодо је достигао и отишао од Солера. У главној групи је Адам Јејтс диктирао темпо, Погачар је полако успоравао и Јејтс је отишао од њих, а Родригез их је достигао. Пулс је побиједио на етапи два минута испред Ван Арта и три минута испред Биргодоа, док су Солера престигли многи други возачи јер је успорио како би га Адам Јејтс достигао. То је била прва етапна побједа за Пулса на Тур де Франсу у каријери и друга на гранд тур тркама након што је побједу остварио на Вуелта а Еспањи 2011. Солер и Јејтс су стекли 20 секунди предности, а у последњем километру Погачар је напао; Родригез је одмах отпао, али је Вингегор пратио и достигли су Солера и Јејтса, а затим и отишли од њих. Погачар је спринтао до циља, али је Вингегор пратио и завршили су са истим временом; Адам Јејтс је завршио 20 секунди иза, Родригез 42 секунде, а Хиндли, Сајмон Јејтс и Гал су завршили преко два минута иза и Адам Јејтс је преузео четврто мјесто од Хиндлија, 19 секунди иза Родригеза, док је Чиконе преузео тачкасту мајицу.

### Трећа недеља
Након другог дана одмора, на етапи 16 је вожен хронометар у дужини од 22,4 km, са једним брдским циљем друге категорије. Погачар је изјавио да ће хронометар бити пресудан у борби за генерални пласман, да му рута одговара и да једва чека да стартује. Етапу није стартовао Матео Јоргенсен, који је покидао бутни мишић. На успону, који је био дуг 2,5 km и налазио се на 3,5 km до циља, била је дозвољена промјена бицикла из хронометрашког у друмски; Погачар је током припремне вожње на дан одмора мијењао бицикл, али је бивши бициклиста Адам Блајт изјавио да је промјена бесмислена јер ће аеродинамичка предност надмашити тежину на којој се добија преласком на друмски бицикл, као и да ће вријеме које се губи на замјену бити велико да би се надокнадило на кратком успону. Први је стартовао Михал Меркев који је био на последњем мјесту у генералном пласману, а након њега је стартовао Сес Бол. Вријеме које је поставио Меркев надмашио је прво Москон, а затим су вријеме поправљали Девенајнс, Арндт и Мадс Педерсен, након чега је Реми Кавања поставио најбоље вријеме од 35:42, 25 секунди брже од Педерсена. Микел Бјерг је возио лагано први дио, након чега је промијенио бицикл пред успон како би тестирао вријеме које може да се добије за Погачара и остварио је пето вријеме када је завршио. Стефан Кинг је био шест секунди бржи од Кавање на првом пролазном циљу, док је на другом, пред почетак успона био спорији двије секунде; мијењао је бицикл пред почетак успона, а на трећем пролазном циљу, на врху успона, заостајао је 28 секунди, а завршио је 52 секунде иза. На успону се рачунало вријеме од почетка до врха за бодове у брдској класификацији; Паулес је одвезао успон у времену од 7:24, док је његово вријеме поправио Чиконе, који је мијењао бицикл пред успон и завршио га је у времену од 6:44. Луценко је остварио четврто најбоље вријеме, три секунде испред Кинга, док је Ван Арт, који је стартовао у том периоду био седам секунди спорији од Кинга на првом пролазном циљу и секунду спорији од Кавање, а на другом пролазном циљу је заостајао 20 секунди иза Кавање. Пред успон није мијењао бицикл и постепено је смањивао заостатак и на трећем пролазном циљу поставио је најбоље вријеме, двије секунде испред Кавање; до краја је само поправљао вријеме и завршио је хронометар 15 секунди испред Кавање, остваривши најбоље вријеме у том тренутку. Сајмон Јејтс је поставио друго најбоље вријеме на првом пролазном циљу, двије секунде иза Кинга, а пет испред Ван Арта, након чега је Билбао поставио треће вријеме, секунду иза Јејтса, а затим је Адам Јејтс остварио исто вријеме као Билбао. Након четири минута вожње, Вингегор је већ имао 20 секунди испред Ван Арта; на првом пролазном циљу прво је Погачар поставио најбоље вријеме, 26 секунди испред Кинга, а затим је Вингегор поставио најбоље вријеме, 16 секунди испред Погачара и 42 секунде испред Кинга. Сајмон Јејтс је на трећем пролазном циљу поставио треће вријеме, три секунде иза Ван Арта, док је у истом периоду Адам Јејтс заостајао 27 секунди на другом пролазном циљу, а Родригез 38. Погачар је на другом пролазном циљу био 20 секунди бржи од Кавање, а затим је мијењао бицикл на успону; Вингегор је на другом пролазном циљу био 31 секунду бржи од Погачара и одлучио је да не мијења бицикл. Сајмон Јејтс је завршио на другом мјесту, седам секунди иза Ван Арта, док је Адам Јејтс на трећем пролазном циљу заостајао 15 секунди иза Ван Арта. Билбао је завршио на другом мјесту, четири секунде иза Ван Арта и три секунде испред Сајмона Јејтса, док је у истом периоду Погачар на трећем пролазном циљу био 45 секунди испред Ван Арта; Вингегор је на трећем пролазном циљу поставио најбоље вријеме, минут и шест секунди испред Ван Арта и остварио је друго најбоље вријеме на успону, три секунде иза Чиконеа, који је узео највише бодова, док Паулес није узео бодове јер су бржи од њега били Погачар и Сајмон Јејтс. Адам Јејтс је завршио 21 секунду иза Ван Арта, а на уласку у последњи километар, Погачар је скоро достигао Родригеза, а Вингегор се приближио Погачару и возилима која га прате. Родригез је завршио 45 секунди иза Ван Арта и 24 секунде иза Адама Јејтса, који је преузео треће мјесто у генералном пласману. Одмах након њега на циљ је стигао Погачар, који је завршио минут и шест секунди испред Ван Арта; након њега је дошао Вингегор, који је завршио минут и 38 секунди испред Погачара, а два минута и 51 секунду испред Ван Арта и повећао је предност у на минут и 48 секунди испред Погачара у генералном пласману. Након етапе, Том Димулен је изјавио да је хронометар Вингегора био најбољи у бициклизму икада, Ленс Армстронг је изјавио да је остао без ријечи, док је Вингегор истакао да је изненадио самога себе са вожњом. Зак Нер из часописа Velo написао је да је када се упореде подаци из сваког доба, то био најбољи хронометар икада и да је Вингегор на тежем, хронометрашком бициклу, остварио боље вријеме од Погачара на успону за преко 30 секунди. У часопису L'Équipe наслов текста о хронометру је гласио „Са друге планете“, али су уредници часописа истакли да његова вожња баца сумњу на могући допинг.
На етапи 17 у финишу је вожен брдски циљ екстра категорије Кол де ла Лоз, укупне дужине од 28,1 km, са највећим нагибом од 24%, након чега је у последњих 5 km до циља вожен спуст и благи успон на самом крају. На врху Кол де ла Лоза додјељивалу су се секунде бонификације, а први возач преко успона добио је награду сувенир Анри Дегранж. То је била краљевска етапа и очекивао се напад Погачара након што је изгубио вријеме на хронометру, изјавивши да још није готово. Сат времена прије почетка етапе поново су тестирани на допинг сви возачи из тимова Јумбо—визма и УАЕ тим емирејтс, о чему је директор тима Јумбо Роџер Плуге изјавио да је то увијек добродошло и да се они на сваки начин боре против допинга. Етапу није стартовао Алексис Гренар који је пао током хринометра и повриједио лакат. Након што су почели напади главна група се подијелила у двије групе, а у другој су остали Адам Јејтс и Џај Хиндли, због чега је главна група успорила и пет возача који су отишли у бијег стекли су 40 секунди предности; у бијег су отишли Паулес, Чиконе, Мезгец, Педерсен и Јонас Грегар. Пред почетак првог успона возачи су нападали како би и они отишли у бијег, а у главној групи се десио пад у којем су учествовали Погачар и Пидкок, али су се брзо вратили у групу; на почетку успона су отпали бројни возачи из главне групе, међу којима су били Ланда и Пидкок. Водећој петорци се придружило још 13 возача, међу којима је био Сајмон Јејтс који је био на осмом мјесту у генералном пласману, због чега је тим Јумбо—визма радио на челу и смањивао је њихову предност, а из главне групе су отпали бројни возачи, укључујући Ван Арта и Родригеза који је постепено заостајао; Паулес је отпао из бијега и главна група га је достигла, смањивши заостатак на 20 секунди, након чега је Гијом Мартен напао у покушају да достигне бјегунце. На почетку наредног успона већина возача из бијега је достигнута, а затим су Тиш Бенот и Келдерман из Јумбо—визме, као и Солер и Мајка из тима УАЕ напали како би отишли у бијег, а пратило их је још око 20 возача, међу којима су били и возачи који се боре за генерални пласман, укључујући Годуа, Гала, Сајмона Јејтса и Билбаа. Јумбо је наставио да ради на челу, али је успорио темпо и бјегунци су повећали предност на преко минут. Пред почетак другог успона Фил Баухаус, који је отпао од групе већ на почетку због болести и возио је сам на зачељу, напустио је трку. Чиконе је узео највише бодова и на другом брдском циљу, а на 80 km до циља главна група је заостајала два минута, док је група возача који су отпали раније заостајала десет минута. На 55 km до циља Бернал је пао, али је могао да настави; Чиконе је узео највише бодова и на трећем брдском циљу и повећао је предност на 30 бодова испред Паулеса. Пред почетак успона на Кол де ла Лоз, тимови Инеос и Бора су радили на челу групе како би заштитили позиције Родригеза и Хиндлија у генералном пласману, јер је бијег стекао скоро три минута предности. На почетку успона је О Конор радио на челу за Гала и из бијега су отпали Чиконе, Алафилип и Солер, који је успорио како би радио за Погачара у главној групи. На око 8 km до врха успона О Конор се склонио са чела након чега је преузео Крис Харпер за Сајмона Јејтса. На 7,5 km до врха, Погачар је отпао из главне групе, откопчао је мајицу и трудио се да прати Солера. Гал је напао у бијегу, Харпер и Јејтс су покушавали да га достигну, док су иза њих били Билбао, Пино и Мајка. Из тима УАЕ су преко радија поручили да Солер остане уз Погачара до краја, а да се Адам Јејтс бори за своју позицију у генералном пласману. Група Вингегора је брзо стекла минут предности испред Погачара, а од њега су отпали Кус и Родригез, једино га је Адам Јејтс пратио; убрзо су достигли Бенота, који је отпао из бијега и радио је за Вингегора. На 4 km до врха успона Вингегор је појачао темпо и Адам Јејтс је отпао; у бијегу је Гал повећавао предност испред Сајмона Јејтса, који је наставио сам након што је Харпер отпао. Мајка је достигао Сајмона Јејтса и заједно су смањили предност Гала на 20 секунди, док је Вингегор достигао Келдермана који је радио за њега и смањили су заостатак на два минута иза бјегунаца, а повећали предност на преко два минута испред Погачара. Году и Билбао су достигли Харпера, а у једном тренутку један од гледалаца је трчао путем поред Харпера и блокирао је Билбаа који није могао да прође и одгурнуо га је, због чега је касније добио упозорење, који су поједини медији назвали срамним.  Мајка је отпао од Јејтса након неког времена, а Јејтс се приближио Галу и могао је да га види; Вингегор је смањио заостатак на испод два минута, али је телевизијски мотор блокирао кривину испред аутомобила у којем је био директор трке, који иде испред Вингегора, тако да су Келдерман и Вингегор морали да се зауставе, а онда да обилазе аутомобил. Гал је прешао први преко успона и дошао је до другог мјеста у брдској класификацији, пет бодова иза Чиконеа; Сајмон Јејтс је прешао успон са заостатком од 20 секунди, а Вингегор је достигао остале бјегунце и заостајао је минут и 20 секунди, а Погачар је био преко пет минута иза Вингегора. На спусту је Јејтс смањио заостатак на 15 секунди, али није успио да се врати и Феликс Гал је побиједио, поставши трећи дебитант на трци који је остварио побједу, након Хиндлија и Родригеза. Сајмон Јејтс је завршио на другом мјесту 34 секунде иза, док је Билбао напао на последњем малом успону и завршио је на трећем мјесту, минут и 38 секунди иза Гала, а 15 секунди испред Вингегора. Году је завршио два минута и десет секунди иза Гала, Мајка и Адам Јејтс 3:43 иза, Хиндли 4:25, Родригез 4:54, док је Погачар завршио седам минута и 37 секунди иза Гала, скоро шест минута иза Вингегора, који је тако повећао предност у генералном пласману на седам минута и 35 секунди. Адам Јејтс је повећао предност испред Родригеза на око минут и по, док је Сајмон Јејтс напредовао за три позиције и дошао је на пето мјесто у генералном пласману, 18 секунди иза Родригеза; Хиндли је пао за два мјеста на седмо, Гал је напредовао за два мјеста на осмо, док је Кус пао за три мјеста на девето. Током успона на Кол де ла Лоз, радио је снимио поруку коју је Погачар слао тиму, у којој је говорио „готов сам, мртав сам“, а након етапе је изјавио да му је то био најгори дан на бициклу у животу и да је било још горе него на трци 2022. када је отпао на успон Кол де Гранон.
Прије почетка етапе 18. Ваут ван Арт је напустио трку како би присуствовао рођењу свог другог дјетета, док је Ентони Перез напустио из приватних разлога. Етапа је углавном била равна и очекивало се да се спринтери боре за побједу, а највеће шансе су давате Филипсену, који је покушавао да оствари пету побједу на једном издању Тура. Одмах на почетку напао је Каспер Асгрен, а придружили су му се Виктор Кампенартс и Јонас Абрахамсен и брзо су стекли предност од 35 секунди. Други возачи су покушали да им се придруже, али је главна група стизала сваки напад и бјегунци су стекли предност од минут и по.  На првом успону четврте категорије група је смањила заостатак на 50 секунди, а Гешке је отпао од главне групе. На другом успону четврте категорије возачи су почели да нападају како би достигли бјегунце. Паскал Енкхорн је покушао да оде у бијег, али је Филипсен спринтао поред њега, причао му, а затим отишао испред њега како би га блокирао; Енкхорн је отишао на другу страну, али је Филипсен поново изашао испред њега док их група није достигла. Гешке је напустио трку на 75 km до циља, а возачи из Лото—дестинија су и даље покушавали да оду у бијег. Енкхорн је напао поново, а Кампенартс је отпао из бијега како би му помогао да достигне водећу групу. Њих двојица су брзо стигли до преостала два бјегунца и Кампенартс је радио на челу како би стекли што већу предност, али је она углавном била око 45 секунди. На 10 km до циља предност је пала на 20 секунди, а Алафилип и Деклерк из Квик-степа су изашли близу врха групе како би пробали да је успоре. На 3  до циља предност је пала на десет секунди, а у последњем километру Кампенартс је вукао за спринт Енкхорна а онда се склонио; Асгрен је побиједио испред Енкхорна и Јоханесена, док је главна група дошла одмах иза њих, а групу је одспринтао Филипсен и завршио је на четвртом мјесту. На етапи 19 су вожена два брдска циља, а последњих 20 km било је равно и очекивала се поново борба између спринтера и бјегунаца. Напади су почели одмах на почетку етапе, а први су напали Едвалд Босон Хаген и Кампенартс. Луценко и Педерсен су напали на успону четврте категорије, стекли су 15 секунди предности на спусту, али су достигнути. Усљед јаког темпа главна група се подијелила на двије групе, а Адам Јејтс је остао у другој; разлика је порасла брзо на 20 секунди и неколико сувозача је дошло до њега како би му помогли да се врати у главну групу. Након 50 km од почетка етапе издвојила се група од девет возача у којој су били Алафилип, Хејг и Педерсен и стекли су 30 секунди предности. Група је успорила и предност је порасла на минут, након чега су возачи из Израел—премијер теха и Уно Х тима изашли на чело групе како би смањили заостатак и послали своје возаче у бијег. На 75 km до циља предност је пала на 40 секунди, а на пролазном циљу спринтери у главној групи су спринтали за бодове иза бјегунаца и одвојили се од групе, а затим наставили да возе како би достигли бјегунце; у групи је било око 30 возача, а међу њима су били Филипсен, Ван дер Пул, Кристоф Лапорт, Алберто Бетиол, Груневеген, Мохорич, Кларк, Ос, Трентин и Асгрен. Смањили су заостатак иза водећих на 30 секунди, док је главна група успорила и предност је порасла на преко минут у односу на групу. Групе у бијегу су се спојиле на 65 km до циља, након чега су напали Кларк и Кампенартс и стекли су 25 секунди предности; тим Јумбо—визма је возио на темпо у главној групи и њихов заостатак се повећао на преко три минута иза бјегунаца. На 45  до циља Кларк и Кампенартс су стекли 50 секунди предности, али је друга група постепено смањивала заостатак; на почетку успона треће категорије, последњег на етапи, Кларк је отпао, док је из групе напао Асгрен, а пратили су га О Конор и Мохорич. Кампенартс је достигнут прије краја успона и одмах је отпао од прве групе, која је током успона стекла предност од 20 секунди. Возачи из друге групе су нападали како би достигли водећу тројицу и како би спринтери отпали; Филипсен и Груневеген су били отпали, али су се вратили на спусту. Трентин и Бетиол су покушали да нападну јер нису хтјели да раде у групи и да Филипсен дође са њима на циљ. Предност водеће тројице се константно повећавала и на 3 km до циља су имали 30 секунди предности, док се у групи иза Филипсен жалио што остали неће да раде на достизању, већ је највише његов сувозач Ван дер Пул радио. О Конор је напао на 500 метара до циља, Асгрен је одмах реаговао и достигао га, а на 250 метара до циља почео је да спринта, што је пратио Мохорич и одспринтао га у фото финишу, док је О Конор завршио трећи, четири секунде иза. Друга група је дошла на циљ 39 секунди иза побједника, а групу је одспринтао Филипсен, испред Педерсена и Лапорта. То је била најбржа етапа на Туру 2023. и пета најбржа у историји трке, са просјечном брзином од 49,1 kph. Мохорич је побједу посветио сувозачу Ђину Медеру који је погинуо на Тур де Свису у јуну, а изјавио је да се осјећа скоро као да издаје возаче са којима је возио у бијегу након што их је побиједио на циљу.
Етапа 20 је била последња брдска етапа, на којој је вожено шест успона, а последњи је вожен на 7 km до циља. Старт је био на 30 km од мјеста у којем живи Тибо Пино, који је возио последњи Тур де Франс и хиљаде његових навијача окупило се на претпоследњем успону Пети Балон како би га бодрили. Кампенартс и Јаспер де Бојст су напали први и стекли су малу предност испред групе, али је Де Бојст отпао на првом успону, када су поново кренули напади. Кампенартс је достигнут током успона, а на 150 метара до врха Чиконе је напао са сувозачима како би узели бодове за брдску класификацију; Чиконе је прешао први преко успона, Скјелмосе други а Педерсен трећи и Чиконе је повећао предност на 11 бодова испред Гала. На спусту је Алафилип напао и одвојила се група од 16 возача међу којима је био и Вингегор; Родригез и Кус су пали, Инеос је послао назад цијели тим да ради за Родригеза, који је заостајао минут и по испред прве групе, док Кус није почео одмах да вози већ су га прегледали доктори. Возачи у нападу нису хтјели да Вингегор буде са њима јер ће их остали тимови јурити, што му је Чиконе рекао, након чега је Вингегор успорио и бијег се подијелио на двије групе. Возачи из главне групе су нападали у покушају да их достигну на другом успону, међу којима је био и Хиндли. Први преко успона је прешао Чиконе, а други Скјелмосе како би узели највише бодова, а при врху је напао Пино са два сувозача у покушају да оде у бијег. Они су достигли водећу групу, а затим су их достигли Уран, Мадуа и  Вермарке и у бијегу је било 11 возача, који су стекли минут испред главне групе. На почетку успона Пети Балон Пино је напао, пратили су га Мадуа, Баргил, Чиконе и Пидкок, док су остали бјегунци отпали. На 30 km до циља Пино је поново напао и отишао је од осталих возача. На успону је било доста навијача који су навијали за њега, а највише их је било у кривини која је названа „Пиноова кривина“ и сву су га бодрили изговарајући његово име. Направио је предност од 20 секунди испред Пидкока и Чиконеа, које су касније достигли Харпер и Баргил, а главна група је смањила заостатак на минут и 20 секунди. На почетку последњег успона, на 15 km до циља, Погачар је напао из главне групе и пратио га је само Вингегор; успорили су јер нису хтјели да раде заједно, захваљујући чему их је достигао Гал. Пидкок и Баргил су достигли Пиноа, а Погачар, Вингегор и Гал су смањили заостатак на 25 секунди након што је углавном Гал радио на челу у покушају да оствари побједу. Убрзо су стигли прву групу и отишли од ње. Из друге групе фаворита Сајмон Јејтс је напао, што нико није могао да прати, а убрзо је и Адам Јејтс кренуо за њим, како би одбранио треће мјесто; Сајмон и Адам Јејтс су престигли Пиноа и смањили су заостатак иза прве групе на 15 секунди. У последњих 10 km Виктор Лафај је напустио трку због болести, што је било други пут заредом да није завршио Тур од два колико је возио. У првој групи Погачар није хтио да ради како би омогућио Адаму Јејтсу да их достигне; на 5 km до циља браћа Јејтс су достигли водећу групу, Пино је заостајао 30 секунди и достигли су га Билбао и Баргил. У финишу је Адам Јејтс радио на челу како би спремио спринт за Погачара; Вингегор је кренуо први да спринта, али га је Погачар обишао и побиједио, остваривши другу етапну побједу на трци и укупно 11 на Туру. Гал је завршио на другом мјесту, Вингегор на трећем, Сајмон Јејтс на четвртом, а Адам Јејтс на петом, седам секунди иза. Баргил, Пино и Билбао су завршили 33 секунде иза а Родригез 52 и пао је на пето мјесто у генералном пласману, иза Сајмона Јејтса; Гијом Мартен је завршио три и по минута иза, али је дошао до десет мјеста у генералном пласману након што је Кус изгубио 20 минута због пада и са деветог је пао на 12 мјесто. Пино је прије почетка етапе заостајао скоро пет минута иза Мартена, а након етапе дошао је на 11 мјесто у генералном пласману, око минут иза Мартена. На последњој, етапи 21, вожен је само један брдски циљ четврте категорије. Кампенартс је проглашен за најборбенијег возача на трци и одмах је напао, провео је неколико минута испред, а затим је успорио како би сачекао групу. возачи су први дио до уласка у Париз возили опуштено, без напада, прослављали крај Тура, сликали се у међусобно разговарали. Лидери четири класификације, Филипсен, Вингегор, Погачар и Чиконе су се одвојили од групе и неко вријеме возили сами, након чега су Вингегор и његови сувозачи отишли на зачеље до тимског аутомобила, гдје су пили шампањац како би прославили побједу и возили су један поред другог загрљени, носећи број 6 за Ван Арта који је раније напустио трку. Након што је група ушла на Јелисејска поља на око 50  до циља су почели напади, а у једном тренутку је и Тадеј Погачар напао, што је одмах прати Ван Хојдонк из Јумбо—визме. Они су стекли предност од десет секунди, али је Ван Хојдонк одбио да ради са Погачарем и стигли су их и други возачи, међу којима су били Квјатковски и Бетиол. Бјегунци су достигнути на 30 km до циља након чега су напали Фредерик Фрисон и Кларк, а затим им се придружио и Нелсон Оливеира. Они су стекли десет секунди предности и Погачар је поново напао како би отишао у бијег, али га је група достигла. Бјегунци су стекли предност од 20 секунди, након чега је Дрис Девенајнс напао јер је возио последњи Тур. Организатори су одлучили да се времена за генерални пласман рачунају на основу позиција које возачи буду имали круг прије краја, како би избјегли да се неко повриједи у спринту. Бјегунци су достигнути у последњем кругу, након чега су напали Фраиле и Кампенартс, али их је група достигла. На 3 km до циља Вингегор и његови сувозачи су успорили како би последњи прошли кроз циљ заједно, док је у групи Бетиол покушао да нападне. У спринту, Јорди Меус је у фото финишу побиједио испред Филипсена и остварио прву побједу на Туру у каријери, док је Груневеген завршио на трећем, а Педерсен на четвртом мјесту. Вингегор је са сувозачима прошао кроз циљ минут касније, али је добио исто вријеме као и остали возачи из групе.
Вингегор је освојио Тур де Франс другу годину заредом, седам минута и 29 секунди испред Погачара, док је Адам Јејтс завршио на трећем мјесту, скоро 11 минута иза. Разлика између побједника и другопласираног била је највећа од Тура 2014. када је Винченцо Нибали освојио са седам минута и 39 секунди испред Жан Кристофа Пероа. Вингегор и Погачар никада у каријери нису завршили Тур испод другог мјеста; Погачар је возио четири пута, два пута је освојио и два пута је завршио на другом мјесту, док је Вингегор возио три пута, два је освојио и једном је завршио на другом мјесту. Вингегор је носио жуту мајицу од шесте етапе до краја, што је био највећи број етапа неког возача да је носио жуту мајицу од Бернара Иноа 1981. По први пут од 2018. четири различита возача су освојила четири класификације; Погачар је освојио класификацију за најбољег младог возача четврту годину заредом, чиме је постао рекордер по броју побједа. Филипсен је освојио класификацију по поенима испред Педерсена, док је Чиконе освојио брдску класификацију испред Феликса Гала, поставши први италијански побједник класификације након Клаудија Кјапучија 1992. Виктор Кампенартс је добио награду за најагресивнијег возача након што је у бјеговима провео преко 600 km и добио је награду за најагресивнијег возача на двије етапе заредом, што је било први пут од Сагана 2015. тим Јумбо—визма је освојио тимску класификацију седам минута испред тима УАЕ тим емирејтс, док су Ваут ван Арт, Сеп Кус и Матијас Скјелмосе проглашени за најбоље сувозаче.
Вингегор је за Погачара изјавио да је најбољи бициклиста на свијету јер је успјешан на свим теренима, а након трке бивши бициклиста Сеп Ванмарке је изјавио да би Погачар требало да се више фокусира на Тур де Франс јер му више значи да освоји Тур још једном него да освоји Ронде ван Фландерен још три пута. Из тима УАЕ су изјавили да је и друго мјесто велики резултат за Погачара након пада на Лијеж—Бастоњ—Лијежу, због чега је морао да паузира неко вријеме, а Адри ван дер Пул је изјавио да ће Погачар можда морати да бира између класика и Тур де Франса.

## Класификације
На Тур де Франсу, као и на друге двије гранд тур трке, додјељују се четири различите мајице — за четири класификације. Поред четири главне, постоје још двије класификације за које се не додјељују мајице већ су бројеви возача које носе друге боје како би се разликовали од осталих.
- Прва и најважнија класификација био је генерални пласман; побједник генералног пласмана је и побједник Тура. Пласман се рачунао тако што се на времена возача остварена на првој етапи, додају времена остварена на свакој наредној.[212] Три првопласирана возача на свакој етапи добијали су временску бонификацију од 10, 6 и 4 секунде; такође, на одређеним брдским циљевима током трке додјељивале су се секунде бонификације за прву тројицу возача, од 8, 5 и 2 секунде.[213] За све падове или механичке кварове унутар последњих 4.5 km на етапама на којима се очекује спринтерска завршница и које су унапријед означене од стране организатора, сви возачи који су учествовали у паду добијају исто вријеме као и група у којој су се налазили прије пада.[214] То правило се раније примјењивало на последња 3 km, али је 2021. повећано на 4.5 km.[215] Возач са најмањим укупним временом је побједник генералног пласмана и побједник Тура.[212] Лидер генералног пласмана носи жуту мајицу.[216]
- Једна од другостепених класификација била је класификација по поенима. Возачи су добијали поене на свакој етапи, док је број поена који се додјељивао зависио од типа етапе.[216]

- - на равним етапама добијало се највише поена, да би се пружила већа шанса спринтерима, а поене је добијало првих 15 возача: 50, 30, 20, 18, 16, 14, 12, 10, 8, 7, 6, 5, 4, 3, 2;[217]
  - На средње тешким брдским етапама разлика између поена је била мања, јер се очекивало да у борби буду возачи којима класификација по поенима није примарни циљ: 30, 25, 22, 19, 17, 15, 13, 11, 9, 7, 6, 5, 4, 3, 2;[217]
  - Број поена који се додјељивао на тешким брдским етапама, хронометрима и пролазним циљевима на свакој етапи су били исти: 20, 17, 15, 13, 11, 10, 9, 8, 7, 6, 5, 4, 3, 2, 1.[217] Лидер класификације по поенима је на трци 2023. носио тамно зелену мајицу због захтјева спонзора,[216] док је до 2023. носио зелену мајицу.[218]
- Једна од другостепених класификација била је и брдска класификација, за коју су се поени додјељивали првим возачима који пређу преко назначених успона. Успони су били категоризовани у пет категорија, а при категоризацији организатори су рачунали дужину, просјечни нагиб и друге аспекте. Од најтеже до најлакше, категорије су класификоване као:
  - Екстра категорија: на успонима екстра категорије поене је добијало десет првопласираних возача (25, 20, 16, 14, 12, 10, 8, 6, 4, 2);[216]
  - Прва категорија: на успонима прве категорије поене је добијало шест првопласираних возача (10, 8, 6, 4, 2, 1);[216]
  - Друга категорија: на успонима друге категорије поене су добијала четири првопласирана возача (5, 3, 2, 1);[216]
  - Трећа категорија: на успонима треће категорије поене су добијала само прва двојица преко успона (2, 1);[216]
  - Четврта категорија: на успонима четврте категорије додјељивао се само један поен за првог возача преко успона.[216] Лидер брдске класификације је носио тачкасту мајицу током трке (бијела мајица са црвеним тачкицама).[216]
- Четврта мајица која се додјељивала је за најбољег младог возача. Лидер се одлучивао по оствареном времену, исто као и за генерални пласман.[216] Такмичили су се само возачи млађи од 25 година, а лидер је носио бијелу мајицу током трке.[218][216]

- Последња класификација је била тимска класификација, која се рачунала тако што су се сабирала времена прва три возача из сваког тима, на свакој етапи посебно; времена су се додавала на претходна и сабирала се, а лидер је био тим са најмањим временом.[216] У случају истог времена два или више тимова, побједника би одлучивао број етапних побједа, након чега би се гледао број других мјеста, а уколико би били изједначени по свему, одлучио би пласман возача тих тимова у генералном пласману.[217][216] Возачи који возе за водећи тим носе жуте бројеве на мајицама и жуте кациге.[219]

Поред главних класификација, постоје мање класификације и награде. Награда за најагресивнијег возача додјељује се након сваке етапе возачу који се, по мишљењу судија, највише трудио и показао најбоље квалитете спортисте. Награда за најагресивнијег возача се не додјељује на хронометрима и последњој етапи. Добитник награде на наредној етапи носи златни број на жутој позадини. До 2023. најагресивнији возач је носио црвени број на полеђини дреса, али је 2023. промијењен на захтјев новог спонзора награде. На крају Тура, судије бирају најагресивнијег возача цијеле трке, коме се додјељује признање и новчана награда.
| Етапа | Побједник         | Генерални пласман · | Класификација по поенима · | Брдска класификација · | Најбољи млади возач · | Тимска класификација | Најагресивнији возач |
| ----- | ----------------- | ------------------- | -------------------------- | ---------------------- | --------------------- | -------------------- | -------------------- |
| 1.    | Адам Јејтс        | Адам Јејтс          | Адам Јејтс                 | Нилсон Паулес          | Тадеј Погачар         | Јумбо—визма          | Адам Јејтс           |
| 2.    | Виктор Лафај      | Адам Јејтс          | Виктор Лафај               | Нилсон Паулес          | Тадеј Погачар         | Јумбо—визма          | Нилсон Паулес        |
| 3.    | Јаспер Филипсен   | Адам Јејтс          | Виктор Лафај               | Нилсон Паулес          | Тадеј Погачар         | Јумбо—визма          | Лоран Пишо           |
| 4.    | Јаспер Филипсен   | Адам Јејтс          | Јаспер Филипсен            | Нилсон Паулес          | Тадеј Погачар         | Јумбо—визма          | Беноа Коснефроа      |
| 5.    | Џај Хиндли        | Џај Хиндли          | Јаспер Филипсен            | Феликс Гал             | Тадеј Погачар         | Јумбо—визма          | Ваут ван Арт         |
| 6.    | Тадеј Погачар     | Јонас Вингегор      | Јаспер Филипсен            | Нилсон Паулес          | Тадеј Погачар         | Јумбо—визма          | Ваут ван Арт         |
| 7.    | Јаспер Филипсен   | Јонас Вингегор      | Јаспер Филипсен            | Нилсон Паулес          | Тадеј Погачар         | Јумбо—визма          | Симон Гиљелми        |
| 8.    | Мадс Педерсен     | Јонас Вингегор      | Јаспер Филипсен            | Нилсон Паулес          | Тадеј Погачар         | Јумбо—визма          | Ентони Тиржис        |
| 9.    | Мајкл Вудс        | Јонас Вингегор      | Јаспер Филипсен            | Нилсон Паулес          | Тадеј Погачар         | Бахреин–викторијус   | Матео Јоргенсен      |
| 10.   | Пељо Билбао       | Јонас Вингегор      | Јаспер Филипсен            | Нилсон Паулес          | Тадеј Погачар         | Бахреин–викторијус   | Кристс Нејландс      |
| 11.   | Јаспер Филипсен   | Јонас Вингегор      | Јаспер Филипсен            | Нилсон Паулес          | Тадеј Погачар         | Бахреин–викторијус   | Данијел Ос           |
| 12.   | Јон Изагире       | Јонас Вингегор      | Јаспер Филипсен            | Нилсон Паулес          | Тадеј Погачар         | Бахреин–викторијус   | Метју ван дер Пул    |
| 13.   | Михал Квјатковски | Јонас Вингегор      | Јаспер Филипсен            | Нилсон Паулес          | Тадеј Погачар         | Инеос гренадирс      | Михал Квјатковски    |
| 14.   | Карлос Родригез   | Јонас Вингегор      | Јаспер Филипсен            | Јонас Вингегор         | Тадеј Погачар         | Инеос гренадирс      | Ђулио Чиконе         |
| 15.   | Ваут Пулс         | Јонас Вингегор      | Јаспер Филипсен            | Ђулио Чиконе           | Тадеј Погачар         | Јумбо—визма          | Адријен Пети         |
| 16.   | Јонас Вингегор    | Јонас Вингегор      | Јаспер Филипсен            | Ђулио Чиконе           | Тадеј Погачар         | Јумбо—визма          | није додијељена      |
| 17.   | Феликс Гал        | Јонас Вингегор      | Јаспер Филипсен            | Ђулио Чиконе           | Тадеј Погачар         | Јумбо—визма          | Феликс Гал           |
| 18.   | Каспер Асгрен     | Јонас Вингегор      | Јаспер Филипсен            | Ђулио Чиконе           | Тадеј Погачар         | Јумбо—визма          | Виктор Кампенартс    |
| 19.   | Матеј Мохорич     | Јонас Вингегор      | Јаспер Филипсен            | Ђулио Чиконе           | Тадеј Погачар         | Јумбо—визма          | Виктор Кампенартс    |
| 20.   | Тадеј Погачар     | Јонас Вингегор      | Јаспер Филипсен            | Ђулио Чиконе           | Тадеј Погачар         | Јумбо—визма          | Тибо Пино            |
| 21.   | Јорди Меус        | Јонас Вингегор      | Јаспер Филипсен            | Ђулио Чиконе           | Тадеј Погачар         | Јумбо—визма          | није додијељена      |
| Крај  | Крај              | Јонас Вингегор      | Јаспер Филипсен            | Ђулио Чиконе           | Тадеј Погачар         | Јумбо—визма          | Виктор Кампенартс    |

- На другој етапи, Сајмон Јејтс, који је био другопласирани у класификацији по поенима, носио је тамно зелену мајицу за лидера класификације због тога што је првопласирани Адам Јејтс носио жуту мајицу за лидера трке.[223]
- На етапи 15, Нилсон Паулес, који је био другопласирани у брдској класификацији, носио је тачкасту мајицу због тога што је првопласирани Јонас Вингегор носио жуту мајицу за лидера трке.[224]

## Резултати
| жута мајица   | Означава побједника генералног пласмана                     | Тачкаста мајица | Означава побједника брдске класификације | Тамна зелена мајица | Означава побједника класификације по поенима         |
| Бијела мајица | Означава побједника класификације за најбољег младог возача |                 | Означава побједника тимске класификације |                     | Означава добитника награде за најагресивнијег возача |

### Генерални пласман
| Позиција | Возач                 | Тим                | Вријеме     |
| -------- | --------------------- | ------------------ | ----------- |
| 1.       | Јонас Вингегор (ДАН)  | Јумбо—визма        | 82ч 05' 42" |
| 2.       | Тадеј Погачар (СЛО)   | УАЕ тим емирејтс   | + 7' 29"    |
| 3.       | Адам Јејтс (УК)       | УАЕ тим емирејтс   | + 10' 56"   |
| 4.       | Сајмон Јејтс (УК)     | Џејко—алула        | + 12' 23"   |
| 5.       | Карлос Родригез (ШПА) | Инеос гренадирс    | + 13' 17"   |
| 6.       | Пељо Билбао (ШПА)     | Бахреин–викторијус | + 13' 27"   |
| 7.       | Џај Хиндли (АУС)      | Бора–ханзгро       | + 14' 44"   |
| 8.       | Феликс Гал (АУТ)      | АГ2Р ситроен       | + 16' 09"   |
| 9.       | Давид Году (ФРА)      | Групама—ФДЈ        | + 23' 08"   |
| 10.      | Гијом Мартен (ФРА)    | Кофидис            | + 26' 30"   |

| Генерални пласман (11–150) | Генерални пласман (11–150)     | Генерални пласман (11–150) | Генерални пласман (11–150) |
| Позиција                   | Возач                          | Тим                        | Вријеме                    |
| -------------------------- | ------------------------------ | -------------------------- | -------------------------- |
| 11.                        | Тибо Пино (ФРА)                | Групама—ФДЈ                | + 28' 03"                  |
| 12.                        | Сеп Кус (САД)                  | Јумбо—визма                | + 37' 32"                  |
| 13.                        | Том Пидкок (УК)                | Инеос гренадирс            | + 47' 52"                  |
| 14.                        | Рафал Мајка (ПОЉ)              | УАЕ тим емирејтс           | + 56' 09"                  |
| 15.                        | Хонатан Кастровијехо (ШПА)     | Инеос гренадирс            | + 56' 37"                  |
| 16.                        | Крис Харпер (АУС)              | Џејко—алула                | + 57' 29"                  |
| 17.                        | Бен О Конор (АУС)              | АГ2Р ситроен               | + 1ч 04' 59"               |
| 18.                        | Вилко Келдерман (ХОЛ)          | Јумбо—визма                | + 1ч 06' 46"               |
| 19.                        | Микел Ланда (ШПА)              | Бахреин–викторијус         | + 1ч 12' 41"               |
| 20.                        | Валентен Мадуа (ФРА)           | Групама—ФДЈ                | + 1ч 14' 10"               |
| 21.                        | Емануел Букман (ЊЕМ)           | Бора–ханзгро               | + 1ч 15' 44"               |
| 22.                        | Ворен Барги (ФРА)              | Аркеа—самсик               | + 1ч 17' 06"               |
| 23.                        | Феликс Гросшарж (АУТ)          | УАЕ тим емирејтс           | + 1ч 45' 21"               |
| 24.                        | Тиш Бенот (БЕЛ)                | Јумбо—визма                | + 1ч 46' 55"               |
| 25.                        | Клемент Бертет (ФРА)           | АГ2Р ситроен               | + 1ч 50' 19"               |
| 26.                        | Боб Јунгелс (ЛУК)              | Бора–ханзгро               | + 1ч 58' 46"               |
| 27.                        | Ваут Пулс (ХОЛ)                | Бахреин–викторијус         | + 2ч 05' 44"               |
| 28.                        | Џек Хејг (АУС)                 | Бахреин–викторијус         | + 2ч 10' 32"               |
| 29.                        | Матијас Скјелмосе (ДАН)        | Лидл—трек                  | + 2ч 15' 27"               |
| 30.                        | Тобијас Халанд Јоханесен (НОР) | Уно Х                      | + 2ч 15' 33"               |
| 31.                        | Матју Биргодо (ФРА)            | Тотал енержис              | + 2ч 21' 13"               |
| 32.                        | Ђулио Чиконе (ИТА)             | Лидл—трек                  | + 2ч 24' 29"               |
| 33.                        | Жилијен Алафилип (ФРА)         | Судал—Квик-степ            | + 2ч 25' 43"               |
| 34.                        | Аролд Техада (КОЛ)             | Астана Казахстан           | + 2ч 27' 46"               |
| 35.                        | Дилан Тенс (БЕЛ)               | Израел—премијер тех        | + 2ч 34' 28"               |
| 36.                        | Еган Бернал (КОЛ)              | Инеос гренадирс            | + 2ч 38' 16"               |
| 37.                        | Горка Изагире (ШПА)            | Мовистар                   | + 2ч 38' 53"               |
| 38.                        | Иго Ул (КАН)                   | Израел—премијер тех        | + 2ч 42' 05"               |
| 39.                        | Ник Шулц (АУС)                 | Израел—премијер тех        | + 2ч 43' 32"               |
| 40.                        | Алексеј Луценко (КАЗ)          | Астана Казахстан           | + 2ч 43' 33"               |
| 41.                        | Кевин Женије (ЛУК)             | Групама—ФДЈ                | + 2ч 44' 14"               |
| 42.                        | Дилан ван Барле (ХОЛ)          | Јумбо—визма                | + 2ч 46' 05"               |
| 43.                        | Јонас Грегар (ДАН)             | Уно Х                      | + 2ч 47' 07"               |
| 44.                        | Грегор Милбергер (АУТ)         | Мовистар                   | + 2ч 49' 22"               |
| 45.                        | Јон Изагире (ШПА)              | Кофидис                    | + 2ч 50' 09"               |
| 46.                        | Крис Хамилтон (АУС)            | ДСМ—фирмениш               | + 2ч 51' 00"               |
| 47.                        | Џорџ Цимерман (ЊЕМ)            | Интермарш—сиркус—ванти     | + 2ч 54' 05"               |
| 48.                        | Мајкл Вудс (КАН)               | Израел—премијер тех        | + 2ч 54' 47"               |
| 49.                        | Михал Квјатковски (ПОЉ)        | Инеос гренадирс            | + 2ч 56' 08"               |
| 50.                        | Кристс Нејландс (ЛЕТ)          | Израел—премијер тех        | + 2ч 56' 21"               |
| 51.                        | Клемен Шампусен (ФРА)          | Аркеа—самсик               | + 2ч 58' 07"               |
| 52.                        | Алекс Аранбуру (ШПА)           | Мовистар                   | + 3ч 02' 59"               |
| 53.                        | Нелсон Оливеира (ПОР)          | Мовистар                   | + 3ч 08' 26"               |
| 54.                        | Стефан Кинг (ШВА)              | Групама—ФДЈ                | + 3ч 08' 29"               |
| 55.                        | Орелин Паре Пентре (ФРА)       | АГ2Р ситроен               | + 3ч 09' 31"               |
| 56.                        | Марк Солер (ШПА)               | УАЕ тим емирејтс           | + 3ч 09' 56"               |
| 57.                        | Метју ван дер Пул (ХОЛ)        | Алпесин—декунинк           | + 3ч 11' 24"               |
| 58.                        | Метју Динам (АУС)              | ДСМ—фирмениш               | + 3ч 13' 32"               |
| 59.                        | Максим ван Гилс (БЕЛ)          | Лото—дестини               | + 3ч 17' 49"               |
| 60.                        | Омар Фраиле (ШПА)              | Инеос гренадирс            | + 3ч 19' 04"               |
| 61.                        | Кевин Вермерк (САД)            | ДСМ—фирмениш               | + 3ч 24' 20"               |
| 62.                        | Нилс Полит (ЊЕМ)               | Бора–ханзгро               | + 3ч 28' 47"               |
| 63.                        | Квентен Паше (ФРА)             | Групама—ФДЈ                | + 3ч 33' 43"               |
| 64.                        | Виктор Кампенартс (БЕЛ)        | Лото—дестини               | + 3ч 34' 58"               |
| 65.                        | Матис Лувел (ФРА)              | Аркеа—самсик               | + 3ч 36' 09"               |
| 66.                        | Нилсон Паулес (САД)            | ЕФ едукејшон—изипост       | + 3ч 37' 30"               |
| 67.                        | Руи Коста (ПОР)                | Интермарш—сиркус—ванти     | + 3ч 37' 57"               |
| 68.                        | Ентони Делаплас (ФРА)          | Аркеа—самсик               | + 3ч 41' 37"               |
| 69.                        | Симон Гиљелми (ФРА)            | Аркеа—самсик               | + 3ч 41' 48"               |
| 70.                        | Ларс ван ден Берг (ХОЛ)        | Групама—ФДЈ                | + 3ч 46' 03"               |
| 71.                        | Ригоберто Уран (КОЛ)           | ЕФ едукејшон—изипост       | + 3ч 50' 15"               |
| 72.                        | Матеј Мохорич (СЛО)            | Бахреин–викторијус         | + 3ч 51' 05"               |
| 73.                        | Нанс Петерс (ФРА)              | АГ2Р ситроен               | + 3ч 53' 06"               |
| 74.                        | Хуан Педро Лопез (ШПА)         | Лидл—трек                  | + 3ч 54' 39"               |
| 75.                        | Пјер Латур (ФРА)               | Тотал енержис              | + 3ч 55' 25"               |
| 76.                        | Оливер Насен (БЕЛ)             | АГ2Р ситроен               | + 3ч 56' 45"               |
| 77.                        | Лилијан Калмежан (ФРА)         | Интермарш—сиркус—ванти     | + 4ч 01' 43"               |
| 78.                        | Марко Халер (АУТ)              | Бора–ханзгро               | + 4ч 02' 37"               |
| 79.                        | Јаспер Стојвен (БЕЛ)           | Лидл—трек                  | + 4h 03' 24"               |
| 80.                        | Кристоф Лапорт (ФРА)           | Јумбо—визма                | + 4ч 05' 47"               |
| 81.                        | Стан Девулф (BEL)              | АГ2Р ситроен               | + 4ч 07' 42"               |
| 82.                        | Патрик Конрад (АУТ)            | Бора–ханзгро               | + 4ч 07' 43"               |
| 83.                        | Алберто Бетиол (ИТА)           | ЕФ едукејшон—изипост       | + 4ч 08' 58"               |
| 84.                        | Лаусон Кредок (САД)            | Џејко—алула                | + 4ч 12' 31"               |
| 85.                        | Јонас Абрахамсен (НОР)         | Уно Х                      | + 4ч 13' 32"               |
| 86.                        | Тони Галопен (ФРА)             | Лидл—трек                  | + 4ч 14' 49"               |
| 87.                        | Каспер Асгрен (ДАН)            | Судал—Квик-степ            | + 4ч 15' 09"               |
| 88.                        | Данијел Ос (ИТА)               | Тотал енержис              | + 4ч 16' 19"               |
| 89.                        | Валентен Ферон (ФРА)           | Тотал енержис              | + 4ч 19' 15"               |
| 90.                        | Корбен Стронг (НЗЛ)            | Израел—премијер тех        | + 4ч 21' 21"               |
| 91.                        | Паскал Енкхорн (ХОЛ)           | Лото—дестини               | + 4ч 21' 55"               |
| 92.                        | Фред Врајт (УК)                | Бахреин–викторијус         | + 4ч 22' 51"               |
| 93.                        | Натан ван Хојдонк (БЕЛ)        | Јумбо—визма                | + 4ч 24' 04"               |
| 94.                        | Ентони Тиржис (ФРА)            | Тотал енержис              | + 4h 24' 22"               |
| 95.                        | Торстејн Трен (НОР)            | Уно Х                      | + 4ч 26' 27"               |
| 96.                        | Магнус Корт Нилсен (ДАН)       | ЕФ едукејшон—изипост       | + 4ч 32' 15"               |
| 97.                        | Јаспер Филипсен (БЕЛ)          | Алпесин—декунинк           | + 4ч 32' 46"               |
| 98.                        | Брајан Кокар (ФРА)             | Кофидис                    | + 4ч 33' 15"               |
| 99.                        | Антон Шармиг (ДАН)             | Уно Х                      | + 4ч 34' 51"               |
| 100.                       | Едвалд Босон Хаген (НОР)       | Тотал енержис              | + 4ч 37' 58"               |
| 101.                       | Беноа Коснефроа (ФРА)          | АГ2Р ситроен               | + 4ч 39' 22"               |
| 102.                       | Вегард Стаке Ленген (НОР)      | УАЕ тим емирејтс           | + 4ч 40' 23"               |
| 103.                       | Мајк Тенисен (ХОЛ)             | Интермарш—сиркус—ванти     | + 4ч 41' 35"               |
| 104.                       | Ив Лампар (БЕЛ)                | Судал—Квик-степ            | + 4ч 42' 36"               |
| 105.                       | Мадс Педерсен (ДАН)            | Лидл—трек                  | + 4ч 43' 50"               |
| 106.                       | Реми Кавања (ФРА)              | Судал—Квик-степ            | + 4ч 44' 01"               |
| 107.                       | Матео Трентин (ИТА)            | УАЕ тим емирејтс           | + 4ч 44' 34"               |
| 108.                       | Расмус Тилер (НОР)             | Уно Х                      | + 4ч 46' 38"               |
| 109.                       | Сајмон Кларк (АУС)             | Израел—премијер тех        | + 4ч 50' 33"               |
| 110.                       | Андреј Амадор (КОС)            | ЕФ едукејшон—изипост       | +4ч 54' 07"                |
| 111.                       | Дион Смит (НЗЛ)                | Интермарш—сиркус—ванти     | + 4ч 54' 13"               |
| 112.                       | Лука Мезгец (СЛО)              | Џејко—алула                | + 4ч 56' 32"               |
| 113.                       | Квинтен Херманс (БЕЛ)          | Алпесин—декунинк           | + 4ч 58' 42"               |
| 114.                       | Јонас Рикарт (БЕЛ)             | Алпесин—декунинк           | + 5ч 00' 23"               |
| 115.                       | Алекс Кирш (ЛУК)               | Лидл—трек                  | + 5ч 00' 55"               |
| 116.                       | Дени ван Попел (ХОЛ)           | Бора–ханзгро               | + 5ч 01' 34"               |
| 117.                       | Кристофер Јул Јенсен (ДАН)     | Џејко—алула                | + 5ч 04' 45"               |
| 118.                       | Тим Деклерк (БЕЛ)              | Судал—Квик-степ            | + 5ч 05' 18"               |
| 119.                       | Дрис Девенајнс (БЕЛ)           | Судал—Квик-степ            | + 5ч 06' 37"               |
| 120.                       | Флоријан Вермерш (БЕЛ)         | Лото—дестини               | + 5ч 06' 38"               |
| 121.                       | Никијас Арндт (ЊЕМ)            | Бахреин–викторијус         | + 5ч 08' 07"               |
| 122.                       | Серен Краг Андерсен (ДАН)      | Алпесин—декунинк           | + 5ч 08' 38"               |
| 123.                       | Микел Бјерг (ДАН)              | УАЕ тим емирејтс           | + 5ч 09' 02"               |
| 124.                       | Лоран Пишо (ФРА)               | Аркеа—самсик               | + 5ч 10' 04"               |
| 125.                       | Бинијам Грмај (ЕРИ)            | Интермарш—сиркус—ванти     | + 5ч 10' 20"               |
| 126.                       | Гијом Боавен (КАН)             | Израел—премијер тех        | + 5ч 11' 01"               |
| 127.                       | Петер Саган (СВК)              | Тотал енержис              | + 5ч 14' 17"               |
| 128.                       | Јенте Бирманс (БЕЛ)            | Аркеа—самсик               | + 5ч 14' 24"               |
| 129.                       | Силван Дилијер (ШВА)           | Алпесин—декунинк           | + 5ч 15' 06"               |
| 130.                       | Лук Дарбриџ (АУС)              | Џејко—алула                | + 5ч 16' 18"               |
| 131.                       | Оливије ле Гак (ФРА)           | Групама—ФДЈ                | + 5ч 17' 09"               |
| 132.                       | Лука Моцато (ИТА)              | Аркеа—самсик               | + 5ч 17' 22"               |
| 133.                       | Михаел Гогл (АУТ)              | Алпесин—декунинк           | + 5ч 19' 44"               |
| 134.                       | Александер Кристоф (НОР)       | Уно Х                      | + 5ч 23' 51"               |
| 135.                       | Ђани Москон (ИТА)              | Астана Казахстан           | + 5ч 23' 59"               |
| 136.                       | Јаспер де Бојст (БЕЛ)          | Лото—дестини               | + 5ч 27' 04"               |
| 137.                       | Дилан Груневеген (ХОЛ)         | Џејко—алула                | + 5ч 27' 21"               |
| 138.                       | Нилс Екоф (ХОЛ)                | ДСМ—фирмениш               | + 5ч 33' 18"               |
| 139.                       | Јорди Меус (БЕЛ)               | Бора–ханзгро               | + 5ч 33' 51"               |
| 140.                       | Серен Вереншолд (НОР)          | Уно Х                      | + 5ч 33' 52"               |
| 141.                       | Елмар Рајндерс (ХОЛ)           | Џејко—алула                | + 5ч 35' 17"               |
| 142.                       | Аксел Цингл (ФРА)              | Кофидис                    | + 5ч 39' 23"               |
| 143.                       | Адријен Пети (ФРА)             | Интермарш—сиркус—ванти     | + 5ч 41' 56"               |
| 144.                       | Сем Велсфорд (АУС)             | ДСМ—фирмениш               | + 5ч 42' 20"               |
| 145.                       | Џон Дегенколб (ЊЕМ)            | ДСМ—фирмениш               | + 5h 44' 09"               |
| 146.                       | Алекс Едмондсон (АУС)          | ДСМ—фирмениш               | + 5ч 44' 39"               |
| 147.                       | Фредерик Фрисон (БЕЛ)          | Лото—дестини               | + 5ч 55' 20"               |
| 148.                       | Јевгениј Федоров (КАЗ)         | Астана Казахстан           | + 5ч 56' 37"               |
| 149.                       | Сес Бол (ХОЛ)                  | Астана Казахстан           | + 5h 57' 44"               |
| 150.                       | Михал Меркев (ДАН)             | Судал—Квик-степ            | + 5ч 07' 11"               |

| Нису завршили | Нису завршили           | Нису завршили          | Нису завршили |
| —             | Возач                   | Тим                    | етапа         |
| ------------- | ----------------------- | ---------------------- | ------------- |
| —             | Енрик Мас (ШПА)         | Мовистар               | 1             |
| —             | Ричард Карапаз (ЕКВ)    | ЕФ едукејшон—изипост   | 2             |
| —             | Јакопо Гварнијери (ИТА) | Лото—дестини           | 5             |
| —             | Луис Леон Санчез (ШПА)  | Астана Казахстан       | 5             |
| —             | Марк Кевендиш (УК)      | Астана Казахстан       | 8             |
| —             | Стеф Крас (ФРА)         | Тотал енержис          | 8             |
| —             | Квин Симонс (САД)       | Лидл—трек              | 9             |
| —             | Фабио Јакобсен (ХОЛ)    | Судал—Квик-степ        | 12            |
| —             | Давид де ла Круз (ШПА)  | Астана Казахстан       | 12            |
| —             | Бен Тарнер (УК)         | Инеос гренадирс        | 13            |
| —             | Кејлеб Јуан (АУС)       | Лото—дестини           | 13            |
| —             | Естебан Чавез (КОЛ)     | ЕФ едукејшон—изипост   | 14            |
| —             | Џејмс Шо (УК)           | ЕФ едукејшон—изипост   | 14            |
| —             | Рамон Синкелдам (ХОЛ)   | Алпесин—декунинк       | 14            |
| —             | Луис Мејнтџес (ЈАР)     | Интермарш—сиркус—ванти | 14            |
| —             | Рубен Гереиро (ПОР)     | Мовистар               | 14            |
| —             | Антонио Педреро (ШПА)   | Мовистар               | 14            |
| —             | Ромен Барде (ФРА)       | ДСМ—фирмениш           | 14            |
| —             | Данијел Мартинез (КОЛ)  | Инеос гренадирс        | 15            |
| —             | Матео Јоргенсен (САД)   | Мовистар               | 16            |
| —             | Фил Баухаус (ЊЕМ)       | Бахреин–викторијус     | 17            |
| —             | Алексис Ренар (ФРА)     | Кофидис                | 17            |
| —             | Ваут ван Арт (БЕЛ)      | Јумбо—визма            | 18            |
| —             | Сајмон Гешке (ЊЕМ)      | Кофидис                | 18            |
| —             | Ентони Перез (ФРА)      | Кофидис                | 18            |
| —             | Виктор Лафај (ФРА)      | Кофидис                | 20            |

### Класификација по поенима
| Позиција | Возач                  | Тим                | Поени |
| -------- | ---------------------- | ------------------ | ----- |
| 1.       | Јаспер Филипсен (БЕЛ)  | Алпесин—декунинк   | 377   |
| 2.       | Мадс Педерсен (ДАН)    | Лидл—трек          | 258   |
| 3.       | Брајан Кокар (ФРА)     | Кофидис            | 203   |
| 4.       | Тадеј Погачар (СЛО)    | УАЕ тим емирејтс   | 186   |
| 5.       | Јонас Вингегор (ДАН)   | Јумбо—визма        | 128   |
| 6.       | Каспер Асгрен (ДАН)    | Судал—Квик-степ    | 125   |
| 7.       | Јорди Меус (БЕЛ)       | Бора–ханзгро       | 123   |
| 8.       | Матеј Мохорич (СЛО)    | Бахреин–викторијус | 106   |
| 9.       | Пељо Билбао (ШПА)      | Бахреин–викторијус | 103   |
| 10.      | Дилан Груневеген (ХОЛ) | Џејко—алула        | 95    |

### Брдска класификација
| Позиција | Возач                          | Тим                  | Поени |
| -------- | ------------------------------ | -------------------- | ----- |
| 1.       | Ђулио Чиконе (ИТА)             | Лидл—трек            | 106   |
| 2.       | Феликс Гал (АУТ)               | АГ2Р ситроен         | 92    |
| 3.       | Јонас Вингегор (ДАН)           | Јумбо—визма          | 89    |
| 4.       | Нилсон Паулес (САД)            | ЕФ едукејшон—изипост | 58    |
| 5.       | Тадеј Погачар (СЛО)            | УАЕ тим емирејтс     | 55    |
| 6.       | Сајмон Јејтс (УК)              | Џејко—алула          | 44    |
| 7.       | Тобијас Халанд Јоханесен (НОР) | Уно Х                | 38    |
| 8.       | Џај Хиндли (АУС)               | Бора–ханзгро         | 31    |
| 9.       | Михал Квјатковски (ПОЉ)        | Инеос гренадирс      | 30    |
| 10.      | Матијас Скјелмосе (ДАН)        | Лидл—трек            | 29    |

### Класификација за најбољег младог возача
| Позиција | Возач                          | Тим              | Вријеме      |
| -------- | ------------------------------ | ---------------- | ------------ |
| 1.       | Тадеј Погачар (СЛО)            | УАЕ тим емирејтс | 82ч 13' 11"  |
| 2.       | Карлос Родригез (ШПА)          | Инеос гренадирс  | + 5' 48"     |
| 3.       | Феликс Гал (АУТ)               | АГ2Р ситроен     | + 8' 40"     |
| 4.       | Том Пидкок (УК)                | Инеос гренадирс  | + 40' 23"    |
| 5.       | Матијас Скјелмосе (ДАН)        | Лидл—трек        | + 2ч 07' 58" |
| 6.       | Тобијас Халанд Јоханесен (НОР) | Уно Х            | + 2ч 08' 04" |
| 7.       | Матју Биргодо (ФРА)            | Тотал енержис    | + 2ч 13' 44" |
| 8.       | Клемен Шампусен (ФРА)          | Аркеа—самсик     | + 2ч 50' 38" |
| 9.       | Метју Динам (АУС)              | ДСМ—фирмениш     | + 3ч 06' 03" |
| 10.      | Максим ван Гилс (БЕЛ)          | Лото—дестини     | + 3ч 10' 20" |

### Тимска класификација
| Позиција | Тим                 | вријеме      |
| -------- | ------------------- | ------------ |
| 1.       | Јумбо—визма         | 247ч 26' 17" |
| 2.       | УАЕ тим емирејтс    | + 7' 13"     |
| 3.       | Бахреин–викторијус  | + 22' 01"    |
| 4.       | Инеос гренадирс     | + 26' 36"    |
| 5.       | Групама—ФДЈ         | + 50' 44"    |
| 6.       | АГ2Р ситроен        | + 1ч 44' 24" |
| 7.       | Бора–ханзгро        | + 1ч 58' 32" |
| 8.       | Џејко—алула         | + 3ч 14' 57" |
| 9.       | Израел—премијер тех | + 4ч 27' 13" |
| 10.      | Мовистар            | + 4ч 31' 50" |